# Tres Comuns de Catalunya

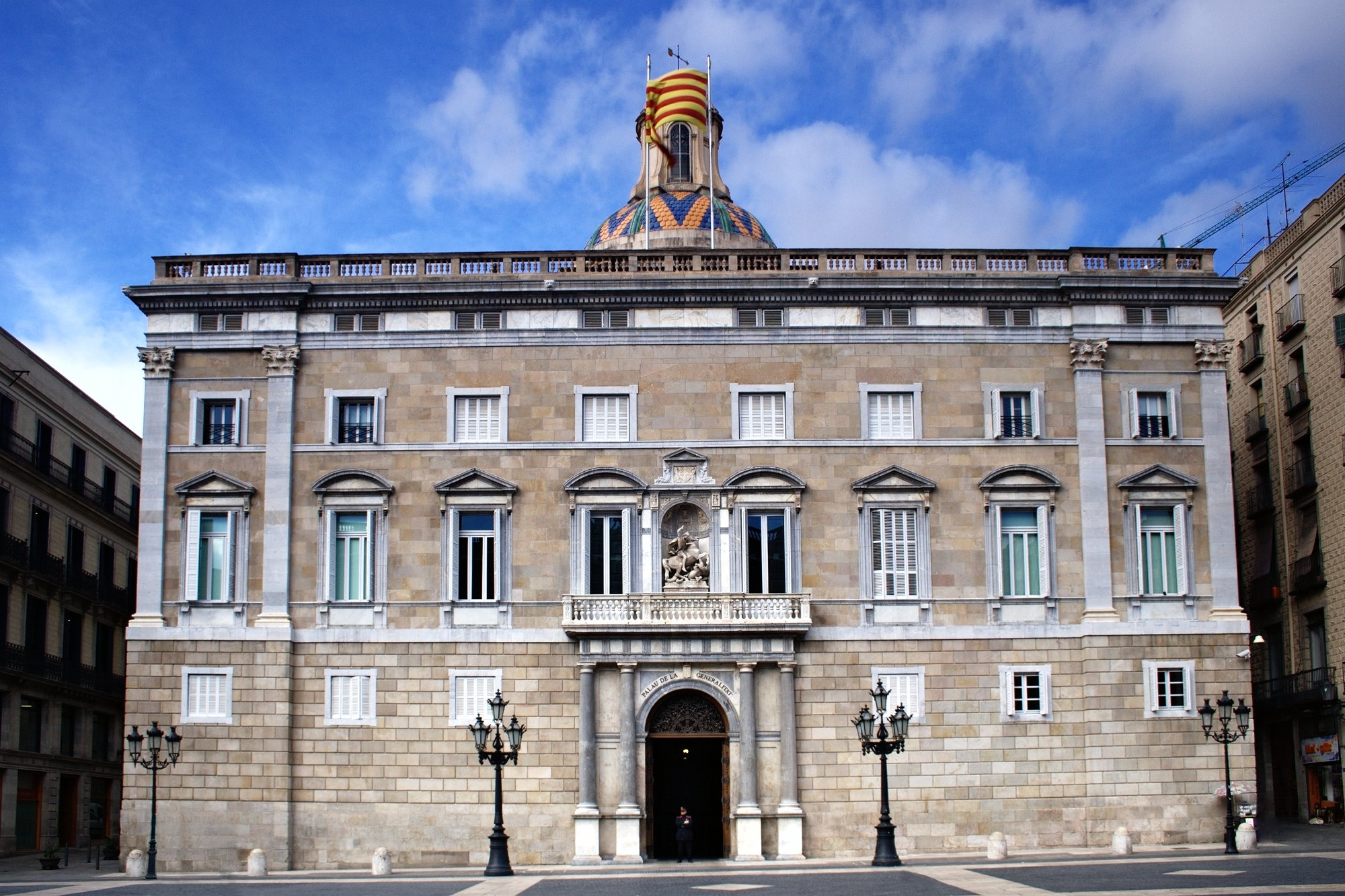
Els assistents a les conferències dels Tres Comuns es reuniren sovint a l'actual Palau de la Generalitat de Catalunya.

Els Tres Comuns de Catalunya és la denominació conjunta que tingueren les tres institucions més dinàmiques del sistema constitucional català modern a principis del segle xviii. Cal tenir molt present que no era en cap cas ni la fusió ni la mancomunació d'aquestes tres.
- La Diputació del General de Catalunya,
- El  Consell de Cent de Barcelona,
- El Braç militar de Catalunya.

Cal no confondre aquest terme amb la Conferència dels Tres Comuns, que entre 1697 i 1714 va ser un tipus de reunió de delegats d'aquestes institucions a parts iguals. És a dir, una Conferència mai la protagonitzaven els membres titulars (diputats, consellers o el protector) sinó altres persones nomenades per ells. Amb el temps aquesta reunió va anar adquirint un paper més important i va acabar esdevenint una quarta institució per ella mateixa, però sempre supeditada a les tres entitats matriu: en cap ocasió tingué un poder superior a elles. Després del debat sobre el tema de la convocatòria, al final els reunits havien d'acordar un consell: el qual cada comú podia seguir o no. Durant aquests disset anys es van crear nombroses Conferències diferents (a vegades de només dos comuns), i a més una mateixa Conferència podia ser convocada en diverses ocasions al llarg del temps.
L'activitat conjunta dels Tres Comuns no va ser permanent ni sempre decisiva, però aviat es va revelar com un mecanisme eficaç per consensuar una posició conjunta enfront de l'absolutisme de la monarquia espanyola. En general durant el regnat de Felip V de Borbó (IV) els Comuns i la Conferència s'oposaren a les intencions de Madrid; en canvi van acceptar el de Carles III d'Habsburg l'Arxiduc, si bé també afloraren tensions a causa dels esdeveniments de la Guerra de Successió (com ara la defensa de les ciutats catalanes, o els abusos de les mateixes tropes austriacistes). Quan aquest darrer va marxar per ser coronat emperador el setembre de 1711 la Conferència començà a prendre un rol més actiu en el govern del país (en plena guerra); i de fet va assumir el govern quan també la reina va marxar el març de 1713.
Alguns dels episodis tingueren una transcendència clau per a la història de Catalunya, però en altres moments no tingué cap paper destacat en els esdeveniments. Els episodis més importants en què una Conferència fou decisiva foren quatre: l'afer Arnold Jäger, l'arribada de Carles III el 1705, el bienni 1712-1713, i el setge de Barcelona entre 1713-1714.

## Funcionament de la Conferència

### La convocatòria
El motiu per convocar-la era sempre una problema que s'escapava de la competència d'un sol Comú, i que per tant feia necessari que aquest es coordinés amb els altres: a vegades per qüestions de gran importància, però altre cops per temes menors o fins i tot protocol·laris. En ser un simple punt de trobada, qualsevol d'ells podia citar els altres dos en una Conferència. Quan un Comú volia convocar una Conferència enviava sengles ambaixades als altres dos, els quals acceptaven o rebutjaven la petició. De fet la participació no era pas obligatòria, així que a vegades algun dels Comuns no va voler assistir-hi (sobretot abans de les Corts de 1705), i algun cop fins i tot es va desestimar la reunió.
La durada d'una Conferència no s'especificava perquè estava lligada al temps que trigaria a resoldre's el conflicte concret pel qual s'havia convocat. En general acostumaven a durar entre 1 i 5 mesos, però algunes superaren l'any de vida. Si a mesura que passaven les setmanes anaven apareixent altres temes, podien acordar de debatre'ls en aquella mateixa Conferència si cap dels Comuns s'hi oposava, o de crear-ne una altra que treballés en paral·lel.
Se sap que, com a mínim, la Diputació va convocar una Conferència en 7 ocasions, el Consell de Cent en 15, i el Braç Militar ho va fer 10 vegades. Es desconeix el Comú convocant d'algunes Conferències, en canvi a vegades fou algun organisme inferior qui recomanà al seu Comú de convocar-la. Fins i tot en alguna ocasió fou una Conferència qui recomanava als Tres Comuns de convocar-ne una altra de diferent perquè havien sorgit problemes prou rellevants que feia necessari de tractar-los a part. Fins i tot hi va haver un cop en què es reuniren a petició de la reina, el setembre de 1712.

### Els membres
Després que els Tres Comuns haguessin acordat, a través d'ambaixades, la creació d'una nova Conferència; cada Comú pel seu compte seleccionava els delegats que hi enviaria. El Protector del Braç Militar era qui més llibertat tenia per triar els delegats dels nobles que liderava perquè ho feia en solitari. A la Diputació del General la tria requeia en els tres diputats, i al Consell de Cent en els sis consellers; i es desconeix si prèviament eren proposats pel diputat eclesiàstic i el conseller primer respectivament. Amb l'aprovació de la Constitució XVIII el 1705 la norma fou que cada Comú hi enviava el mateix nombre de persones (fins llavors la Diputació pretenia tenir tants delegats com el Consell de Cent i el Braç Militar junts) així que el total sempre era un múltiple de tres: 6, 9, 12, 18 o 21 membres. El nomenament anava sempre acompanyant d'una minuciosa descripció dels poders que se'ls delegaven. A més a més, cada Conferència que es creava tenia 3 presidents (eren nomenats respectivament per cada Comú, però aquesta informació no s'apuntava als llibres de deliberacions), amb la funció de mostrar als altres membres els poders que el seu Comú els havia concedit, moderar i dirigir els debats, i comunicar als Comuns les deliberacions que havia fet la Conferència. També era a mans de llur president que cada membre feia el jurament de non revelando a la primera de les reunions d'una nova Conferència.
Pel que fa als requisits: els delegats no podien ser membres titulars de les institucions matriu (tot i que sí que podien estar insaculades per ocupar-hi càrrecs). En el cas de la Diputació aquesta no hi enviava ningú del consistori de diputats i oïdors; en el cas de Barcelona aquesta no hi enviava cap dels cinc consellers del consistori municipal; i en el cas de l'entitat nobiliària aquesta no hi enviava mai el protector. A més a més, els assistents tampoc podien ser persones expertes o implicades en la matèria que havia de tractar la conferència a la qual pertanyien. Una altra norma no escrita era que no s'hi podia enviar cap persona que tingués un càrrec o ofici reial.
Era habitual, a causa de la llarga durada de les Conferències, que se substituïssin els delegats per causes personals com ara malaltia, negocis o viatges. Però, en principi, mai cap substitució va venir motivada per l'orientació política o l'activitat d'aquella persona a les reunions. En canvi, el que si va passar és que una persona que un Comú havia volgut delegar a la Conferència rebutgés el nomenament d'entrada. Altres cops fou necessari augmentar el nombre de delegats quan les reunions ja feia temps que duraven, a causa de la importància dels esdeveniments. Tampoc era estrany que a vegades algun dels membres s'absentés, fins i tot els presidents, però en general eren assidus a les reunions.
El tractament que es dispensava a aquests assistents era el d'"excel·lència", motiu pel qual la institució rebia l'adjectiu d'Excel·lentíssima Conferència, tot i que també se la va anomenar en algun moment Il·lustríssima.

### El lloc
Quan es creava una Conferència el lloc en què es reunien els seus membres eren les sales nobles dels dos palaus: el Saló Sant Jordi a la Casa de la Diputació, i el Saló de Cent a la Casa de la Ciutat. Tot i que la norma no estava escrita, cada sessió es feia en una sala o en l'altra de manera alternada, i la primera es començava sempre al palau propi d'aquell Comú que havia estat reclamat, de manera que els delegats del Comú que havia demanat la Conferència s'havien de desplaçar a la casa de l'altre (és a dir: si la creació d'una Conferència l'havia demant el Consell de Cent, la primera sessió s'havia de fer a la Generalitat). La seu pròpia del Braç Militar era de fet la mateixa a la Casa de la Diputació, ja que les reunions privades les feia en una sala menor que aquest Comú li deixava, perquè no tenia una seu pròpia. Amb la formalització legal de la Conferència a les Corts de 1705-1706 la seva sala particular també va passar a ser un dels llocs alterns a on es feien sessions.
De les 517 reunions que es coneixen, se sap el lloc de reunió de 429: 177 vegades es feren a la Diputació, 164 al Consell de Cent, i 88 a la sala del Braç Militar. També se sap que puntualment es reuniren en altres emplaçaments, com ara l'Aula de Lleis (a la Generalitat) i fins i tot a l'església de Sant Joan de Jerusalem (l'abril de 1706 per evitar els bombardejos).
La cerimònia per iniciar qualsevol reunió dels assistents a una Conferència estava molt protocol·litzada: la caminada des del palau respectiu, la rebuda dels visitants al terraplè de les escales per part dels amfitrions, l'ascensió per les escales amb els visitants sempre a la dreta dels locals, la disposició de les cadires en dues files oposades deixant al mig una tauleta per al secretari - escrivà de cada reunió...

### La reunió
Les primeres conferències foren simples reunions puntuals que no generaren una nova institució sinó que accidentalment en reunien tres que ja existien: la Diputació del General, la ciutat de Barcelona i el Braç Militar. Aquesta informalitat va quedar patent a la nombrosa documentació de l'època, en què s'usava indistintament els termes "conferències", "juntes" o "congressos", fins i tot en un mateix text.
La convocatòria d'aquestes tres institucions en una Conferència formal podia donar lloc a diverses reunions durant diversos dies. De fet en més d'una ocasió una conferència específica que havia deixat de reunir-se fou novament convocada fins i tot anys després perquè algun dels Comuns la demanava per tractar alguna novetat sobre el tema pel qual s'havia creat; és a dir que es tenia consciència de continuïtat.
Al llarg dels anys les característiques de les conferències van anar canviant, ja que no estaven regides per cap reglament.
Entre el 1698 i el 1702 les conferències actuaren com una reunió de representants que deliberaven conjuntament un consell de consens per oferir-lo a aquestes tres institucions. El setembre de 1703, abans de l'últim conflicte amb Felip V, els diversos assistents van acabar pactant el model que tindria la Conferència dels Tres Comuns en endavant. Després de complexes discussions, la Ciutat i el Braç Militar van acceptar que les competències dels assistents fossin limitades, però aconseguiren tenir-ne la majoria respecte a la Diputació fixant en 21 la xifra d'assistents que representava cada un dels Comuns: 9 dels quals de la Generalitat i 12 del Consell de Cent i del Braç Militar.
Amb l'arribada de l'arxiduc Carles i la celebració de les Corts de 1705 la Conferència dels Tres Comuns de Catalunya es va formalitzar al corpus jurídic de les Constitucions catalanes amb la promulgació de la Constitució XVIII. El que fins ara era una simple reunió va passar a ser una institució per si mateixa (o si més no, es va institucionalitzar la reunió de les tres entitats). Entre 1705 i 1714 es van reunir conferències fins a 342 vegades, gairebé el doble que en el període anterior. Però els conflictes amb la monarquia foren molts menys que abans, i en general de molta menys intensitat. Les qüestions militars i econòmiques, en canvi, prengueren el protagonisme de les noves conferències: el port franc, el setge de Barcelona de 1706 o fins i tot qüestions de protocol de la mateixa institució. Abundaren els afers barcelonins, i en canvi la conferència tingué un paper bastant menor en els esdeveniments de l'interior del país. De fet en aquest període les reunions dels tres comuns en una o altra conferència foren molt habituals i de temes a vegades tan poc rellevants com el de fer de la diada de Santa Eulàlia un festiu nacional i no només barceloní, petició que els havien demanat els bisbes.
Quan Carles III va marxar cap a Viena a finals del 1711, els països bel·ligerants iniciaren converses de pau, els anglesos congelaren el suport aliat (i abandonaren el país la tardor de 1712), i Carles va anar donant falses esperances als catalans, mantenint els Comuns desorientats sobre les conseqüències reals que tindrien els pactes europeus per a Catalunya. Malgrat tot les institucions catalanes eren conscients de la gravetat de llur situació i la moral general era baixa mentre que el perill d'avalots era alt: per això els Comuns van adoptar un cert secretisme tot intentant justificar l'actitud i absència del seu rei. Els assistents a la Conferència van anar prenent un rol cada cop més gran davant de la indecisió dels titulars dels Comuns. Foren ells els qui centralitzaren l'enviament d'ambaixadors a l'exterior i feren el possible per mantenir l'ordre públic a Barcelona. Cal destacar que la mateixa reina va demanar a la Conferència que designés alguns representants per tal de d'aconsellar-la i al mateix temps enllaçar amb la Conferència.
Després que els exèrcits austríacs abandonessin el país a principis de juny de 1713 i el deixessin orfe de monarquia, es produí un buit de poder que fou omplert pels Tres Comuns. Aquest últim període fins a la conquesta total de Felip V és confusament descrit pels memorialistes de l'època (que fins i tot escriviren algun error), i les fonts dels Comuns, més exactes, foren cada cop menys informatives, fins que es deixaren de redactar el desembre de 1713. Si de manera ortodoxa una conferència era la reunió de representants triats pels Comuns i sense ofici en ells, en aquest moment es produïren altres tipus de reunions que d'alguna manera feren el seu paper: una "trenta-sisena" de la Junta de Braços, una divuitena, diverses conferències de dos Comuns (Diputació i Consell de Cent) que sovint foren ateses pels mateixos consistorials, una vint-i-quatrena… Paral·lelament van abundar termes com ara "Junta General de Govern", "Junta General de 3 Comuns" o "Conferència General"... Per embolicar-ho més en diverses ocasions es feren reunions a què hi assistiren el Portantveus de General, el tinent mariscal Villarroel, els presidents dels Comuns, tots els oficials dels Comuns... És difícil, doncs, saber amb certesa quines formes de govern va adoptar la Catalunya resistent durant els últims mesos de la guerra.

## Història dels diversos episodis

### En temps de Carles II

#### Formació
Els orígens d'aquesta circumstancial institució cal cercar-los en el setge de Barcelona del 1694, quan al llarg de l'octubre el Consell de Cent de la ciutat va demanar reiteradament la conferència (reunió) d'urgència dels representants de tres institucions: el Braç Militar, la Diputació del General i el mateix Consell. Aquesta era una insòlita petició tot i que tenia el precedent de les conferències entre dos comuns que s'havien celebrat anteriorment. No obstant això, la reunió de més de dues institucions generava un conflicte pel que fa al protocol (reflex de la preeminència), però més important encara: generava un conflicte legal per la sobrerepresentació del braç militar, ja que implicava que aquest fos doblement present a la conferència des de la Diputació i des del mateix Braç Militar. En aquesta ocasió és probable que finalment les conferències no arribessin a produir-se.
L'amenaça d'un nou setge francès el 1697 va dur al Consell de Cent a reclamar altre cop la reunió urgent dels tres comuns al llarg del mes de maig, sobretot després de mantenir-hi reunions separades poc operatives. Finalment la primera reunió dels tres comuns es va celebrar la nit del 23 de maig de 1697 a la casa de la ciutat.

#### L'honor dels catalans (1698-1699)
El 13 d'octubre de 1698 es va reunir al Saló Sant Jordi una conferència dels Tres Comuns per tal de tractar les mentides d'un llibre acabat de publicar a París, el qual afirmava que la burgesia barcelonina havia col·laborat amb les autoritats franceses establertes breument després del setge de 1697. La qüestió no era menor en un context en què la cort de Madrid tornava a acusar als catalans de ser infidels al rei, sobretot en un moment en què es preveia imminent un conflicte successori. Per tant, el 26 de gener de 1699 els Comuns aprovaren un document que relatava els fets succeïts a la ciutat i demanaven a Carles II un gest al respecte. Aquest respongué confirmant la fidelitat de la ciutat durant el setge, i tot seguit el mes juny els Comuns feren estampar més de 6000 llibrets titulats Escudo de la Verdad per deixar constància de la mala defensa del virrei Velasco, els quals foren distribuïts a institucions i ciutats.

### En temps de Felip V / IV

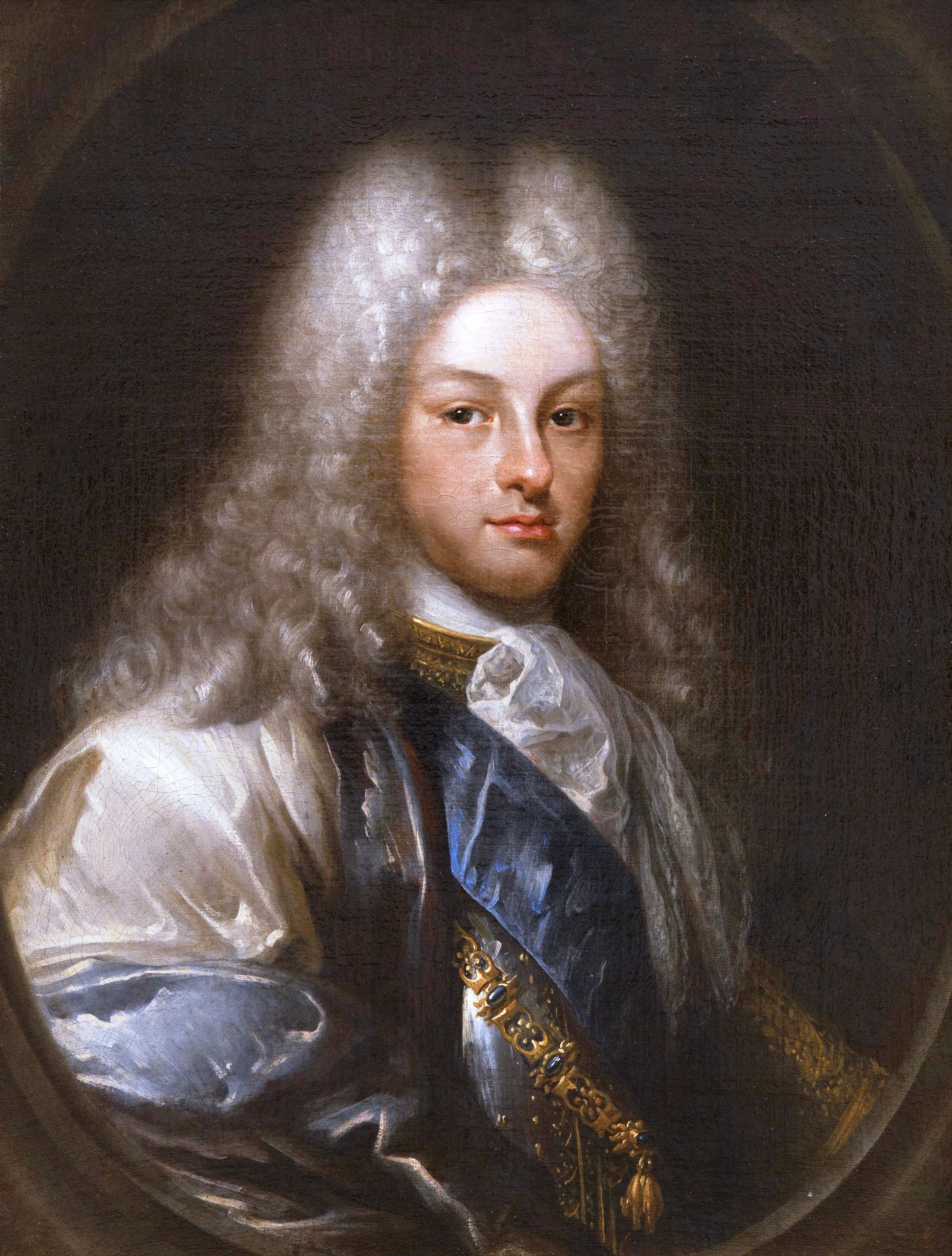
El duc i rei Felip d'Anjou

#### Lavice regia(1700-1701)
L'1 de novembre del 1700 moria Carles II i automàticament havia d'haver cessat la vigència del príncep de Hessen-Darmstadt com a lloctinent de Catalunya. Però les disposicions del testament arribaren de Madrid el dia 8 amb dues notícies: Aquestes anunciaven que el rei Carles havia nomenat com a successor el duc d'Anjou Felip de Borbó, i que es demanava que es mantingués Hessen-Darmstadt com a virrei. Per acabar-ho d'embolicar, poc abans de morir havia delegat el govern dels regnes al cardenal Portocarrero que quedava com a plenipotenciari a la Cort, però segons la legislació Catalunya tampoc el podia reconèixer un cop mort el monarca. Després de molts debats públics i diverses intrigues privades a tot nivell, sorprenentment el dia 12 la Conferència dels Tres Comuns va aconsellar a les tres institucions que reconeguessin Felip com a hereu, i el 15 que acceptessin que Darmstadt seguís com a lloctinent fins que finalitzés el seu trienni (sense aplicar la situació de vice regia). La Diputació va seguir ràpidament aquesta proposta, però el Consell de Cent i sobretot el Braç Militar ho feren amb molta recança.
Però al desembre aquests dos Comuns tornaren a protestar per la il·legalitat que la Reial Audiència ja estigués signant les primeres sentències en nom de Felip V quan aquest encara no havia ni jurat les Constitucions Catalanes i, per tant, no era rei. Una nova conferència recomanà als Comuns de no celebrar les festes d'entronització que reclamava Madrid, cosa que els tres acceptaren, tot i la recança de la Diputació. No obstant això, la tensió entre la ciutat i els nobles d'una banda i la Diputació de l'altra va augmentar fins al punt que la van deixar de convocar a les conferències, les quals passaren a ser només de dos comuns. Li retreien a la Diputació que no estava defensant la legislació vigent, i l'advertien que ho faria el Consell de Cent. Dit i fet, aquest envià a 25 personalitats de la Cort sengles protestes, i en una ambaixada exigí al portantveus de general governador que iniciés la seva administració vice regia perquè el trienni de Darmstadt ja havia expirat (fet que se sumava al tema de ser el lloctinent d'un rei ja mort).
I per embolicar-ho encara més, l'1 de febrer de 1701 arribava a Barcelona el nomenament del mismíssim cardenal Portocarrero com a nou lloctinent de Felip V a Catalunya, sense que el dit hereu hagués jurat les Constitucions, fet que fou acceptat per la Diputació però no pels altres Comuns. La tensió pujà encara més quan Madrid va impedir fins a dues vegades que els representants del Consell de Cent i el Braç Militar poguessin imprimir i entregar al rei el recordatori de la normativa legal. Per si no fos poc, el diputat eclesiàstic va morir el 9 de febrer i el nou lloctinent va procedir a elegir un nou nom per ser insaculat (el substitut extret de la bossa va acabar sent Josep Antoni Valls). El Consell de Cent no va voler reconèixer l'extracció, ja que des del principi el lloctinent no era legal. Finalment, la qüestió va concloure el 28 de febrer, quan una carta de Felip V (que ja feia 10 dies que havia arribat a Madrid) es dirigia durament a la ciutat per exigir que acceptessin d'un cop el nomenament de Portocarrero; el qual finalment fou acatat pel Consell de Cent el 2 de març.

#### El Tribunal de Greuges (1702)
Entre el maig i el juliol de 1702 els Tres Comuns es tornaren a reunir en diverses conferències per tractar l'acusació que el procurador fiscal patrimonial va fer contra els cinc jutges nomenats pels braços catalans per formar part del recentment creat Tribunal de Contrafaccions, que havia de tractar la demanda que el Consell de Cent havia presentat contra l'exlloctinent Hessen-Darmstadt, el canceller, el regent de la cancelleria i el portantveus de general governador per haver vulnerat les Constitucions durant l'anterior polèmica de la vice regia. Els Tres Comuns acordaren respondre recusant aquell procurador fiscal. La situació arribà a tal punt d'estacament que dos membres d'aquell tribunal que s'havia de constituir recomanaren a la "Conferència" que tant els Comuns com el procurador retiressin al mateix temps les recusacions creuades: la conferència hi estigué d'acord i així ho va recomanar als tres comuns. Ambdues parts feren marxa enrere.

#### L'afer Jäger (1702-1704)

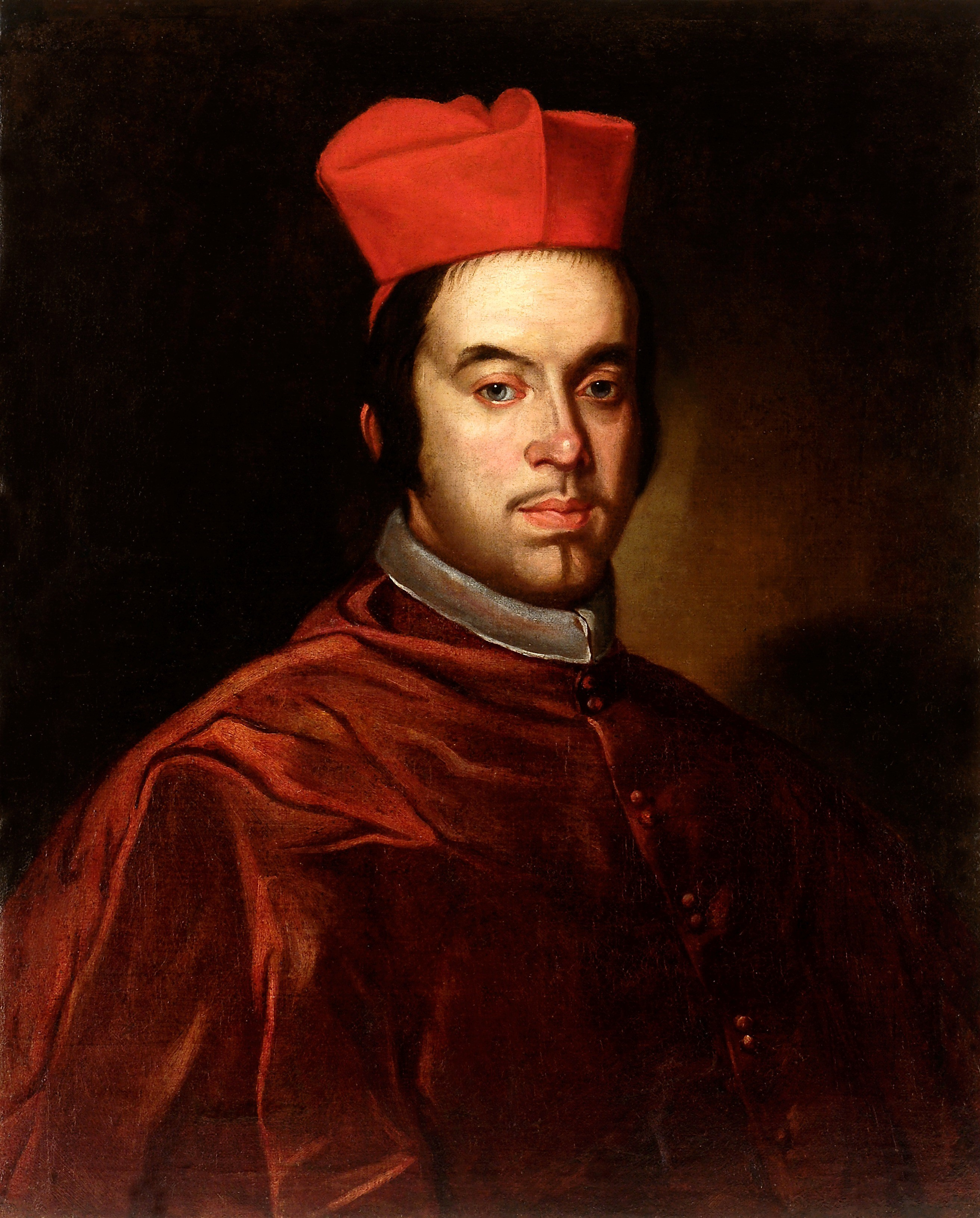
Retrat del cardenal Portocarrero (c.1675)

L'ordre d'expulsió del comerciant holandès Arnold Jäger va suposar el primer gran enfrontament dels Tres Comuns amb les institucions reials des de la Guerra dels Segadors. Fou decretada a Madrid i va arribar a Barcelona el 28 d'octubre de 1702. En aquell moment la Guerra de Successió ja havia començat, i des del mes de maig estava prohibit comerciar amb els països de la Gran Aliança, una ordre molt dura per a Catalunya, ja que precisament aquests vincles comercials havien estat vitals des de feia almenys tres dècades. El motiu de l'expulsió era haver "sido cónsul de la nación holandesa". Aconsellat pel seu advocat Jäger va demanar ajuda als tres comuns: aquests respongueren positivament demanant al lloctinent que anul·lés el decret; i el cardenal Portocarrero també respongué afirmativament escrivint a la Cort per resoldre l'assumpte. Però Madrid va contestar insistint en l'expulsió de Jäger. Aleshores tant la Diputació com el Consell de Cent es feren càrrec de la defensa en el procés judicial que va començar: Jäger tenia al seu favor que no havia comès cap crim, i que com a ciutadà honrat tenia dret a conèixer la causa del seu processament. La Reial Audiència va acabar decantant-se per l'execució del decret (tot i el vot en contra del regent i que 5 dels que votaren a favor més endavant es desdigueren d'aquesta decisió).
La Diputació no va acceptar el veredicte, ja que no incloïa la condició legal de ciutadà honrat de Jäger, així que el 7 de novembre va demanar l'obertura del Tribunal de Contrafaccions. Dins del tribunal es va produir un llarg estira-i-arronsa entre el president Narcís Anglasell i el membre Felicià Cordelles (qui també era el protector del Braç Militar), ja que el primer volia impedir que la Diputació presentés la súplica deprecatòria a Portocarrero i al Regent de la Reial Audiència, i en canvi el segon el 6 de desembre va autoritzar expressament la Diputació perquè ho fes (cosa que implicava acusar el lloctinent de cometre una il·legalitat, o contrafacció), tot i que aquesta no s'hi atreví. A més a més els reialistes recusaren un dels jutges per ser militar, el conseller en cap Anton València, que va haver de ser substituït pel conseller segon Josep Areny segons recomanà la conferència. Vista l'oposició dels tres comuns, la Reial Audiència envià diverses cartes a Madrid posant en dubte la conveniència pràctica de forçar el compliment del decret en aquell moment.
Mentrestant la temerosa Diputació creia que calia relaxar la tensió, però no pensaven el mateix els altres dos comuns així que el Consell de Cent i el Braç Militar prescindiren d'ella celebrant conferències ells dos sols. Van enviar dures representacions al rei i altres membres de la Cort denunciant l'actitud dels jutges i la il·legal expulsió de Jäger. La Diputació també va enviar una representació però amb un text menys dur.
Com que les representacions a Madrid no tingueren cap efecte el Consell de Cent i el Braç Militar (reunits en una conferència de només dos comuns) canviaren d'estratègia per tal de pressionar la Diputació perquè complís el requeriment de Felicià Cordelles del 6 de desembre d'enviar les citacions judicials del Tribunal de Contrafaccions.7 Els diputats van intentar guanyar temps diversos cops no reconeixent els enviats dels altres dos comuns, cosa que els feu enfurismar: El 26 de febrer els dos comuns avisaren els diputats que a la propera visita serien acusats de contrafacció si no defensaven les Constitucions, que era precisament llur tasca fonamental. Per carregar-se de raons, la conferència dels dos comuns va escriure una nova representació que enumerava les diverses constitucions reguladores del Tribunal de Contrafaccions; la qual fou lliurada el 16 de març. La gravetat de la situació rau en el fet que aquests dos comuns estaven assumint el rol que pertocava a la Diputació del General de defensar el sistema constitucional català.
El dia abans, 15 de març, el lloctinent Portocarrero havia mogut fitxa amenaçant Felicià Cordelles amb una exagerada multa de 2.000 lliures de plata si no retirava el requeriment que havia fet a la Diputació el 6 de desembre perquè li enviés la citació en què se l'acusava de contrafacció. El Braç Militar respongué a l'amenaça fent costat al seu protector disposant-se a repartir-se la multa entre els diversos nobles. El Consell de Cent també va donar el seu suport a Cordelles, per la qual cosa el 16 de març també rebia un decret del lloctinent amb una multa de 2.000 lliures més. Tot i les multes en les següents conferències els representants d'ambdós comuns es refermaren en la defensa d'Arnald Jäger i redactaren una representació pel rei Felip V per recordar-li el zel que tenien els catalans de llurs Constitucions, i que en tot el procés llurs oficials s'estaven saltant les lleis que precisament havien aprovat ell i els Braços a les Corts de 1701. Tot i la inutilitat de la mesura, també denunciaren les dues multes a la Reial Audiència, que presidia el mateix lloctinent.
Les multes no van atemorir els dos comuns i en canvi provocaren malestar en la Diputació, que intentà refer ponts amb ells escrivint al rei que anul·lés les multes i demanant a la Ciutat de tornar a reunir les conferències de tots Tres Comuns. A més, una divuitena de la Diputació va concloure que les multes també eren contrafacció. No obstant això, les conferències entre els altres comuns desaconsellaren al Braç Militar i al Consell de Cent de readmetre atre cop els representants dels diputats, i de fet el 27 de març tornaren a criticar-los per no presentar la súplica deprecatòria al lloctinent Portocarrero. Durant dies les dues parts es continuaren creuant missatges amb les mateixes peticions.
El 10 d'abril la conferència va iniciar una tàctica innovadora: Que el Consell de Cent substituís la Diputació i exhortés als escrivans de manament que enviessin ells la súplica i les citacions, tot avisant-los que si s'hi negaven la ciutat procediria a acusar-los durant la propera visita al Tribunal de Contrafaccions. El 5 de maig es posà en pràctica, però els escrivans de manament es negaren a rebre les suplicacions. Finalment el Consell de Cent feu un pas encara més agosarat i el 8 de maig va escriure ell mateix la súplica, que la va anar a entregar a la casa del virrei a les vuit de la nit. Havien passat cinc mesos d'ençà que Cordelles havia requerit a la Diputació que fes aquest pas. A partir d'aquell moment la Diputació del General també va començar a activar-se, sobretot després de deixar d'assessorar-se per una sisena composta majoritàriament per reialistes.
Finalment, i després de diverses missives a la Cort, el 8 de juny de 1703 el Consell d'Aragó va rebre del rei l'ordre d'anul·lar l'expulsió d'Arnald Jäger, i el dia 11 la notícia arribava a Barcelona. En aquell moment el Tribunal de Contrafaccions encara no havia decidit res sobre les denúncies de contrafacció, i així la monarquia es va salvar d'haver de reconèixer la superioritat inapel·lable d'aquest tribunal paritari. No obstant això, tothom reconeixia que era un èxit de la Conferència, ja que dirigint les accions judicials i polítiques dels comuns durant 8 mesos havia aconseguit derrotar la intransigència de la Cort.

#### Multiplicació dels conflictes (1703-1705)
El període entre el juny de 1703 i el febrer del 1705 fou encara més intens que l'anterior, ja que les relacions amb la monarquia de Felip V empitjoraren molt, fet que motivà de mitjana una Conferència dels Tres Comuns cada setmana. Una de les conseqüències fou la unió dels tres comuns formant una sola institució, però només en algunes ocasions. La història dels nous conflictes fou molt complexa i aquí no es poden exposar tots ells:
El Tribunal de Greuges (març - juny de 1703): Aquest enfrontament ja havia començat abans que finalitzés l'afer Jägger: A mitjans de març de 1703 a Barcelona va arribar un decret de Felip V que pretenia anul·lar el caràcter inapel·lable de les sentències del tribunal de greuges, fet que hauria significat que el rei tingués l'última paraula dels greuges que majoritàriament s'obrien contra ell o contra llurs oficials. Aquesta decisió era una il·legalitat flagrant i es va tractar a la Conferència dels Tres Comuns del 27 de març. Es van fer dues protestes fins que la desavinença acabà quan el rei va retirar llur decret a mitjans de juny.
La Universitat de Barcelona (maig - juny de 1703): Aquest conflicte ja havia començat uns anys abans però revifà la primavera del 1703. El 1681 el rei havia decidit que de les sis càtedres de filosofia de la Universitat de Barcelona tres havien de ser pels tomistes i les restants per a altres pensadors; però la negativa de la ciutat havia aturat la decisió. Durant anys el tema estigué estancat. L'agost de 1701 Felip V havia decretat que les tres càtedres restants fossin directament pels suaristes; altre cop la ciutat s'hi havia oposat fins que el junt de 1702 havia aturat la concessió, però sense aconseguir que es derogués el decret. L'estiu de 1703 el Consell de Cent reactivà el conflicte convocant les oposicions per a aquelles places vacants. Automàticament el virrei Portocarrero va decretar que s'anul·lessin, però la ciutat el va ignorar i els exàmens es van fer l'1 de juny. No contents amb això, el Consell de Cent va convocar els Tres Comuns i es va decidir denunciar els decrets del rei i del virrei com a contrafacció per envair les competències de Barcelona. La Diputació del General va intentar que la ciutat es moderés, però el Consell de Cent no en volgué saber res i, en canvi, va rebre el suport del Braç Militar.
La violació del correu (juny de 1703): Tan sols dues setmanes després esclatava l'escàndol que la Reial Audiència havia interceptat l'estafeta dels correus i havia obert les cartes que contenia violant la intimitat de les institucions catalanes i dels particulars. Entre les cartes hi havia les instruccions que el Braç Militar enviava al seu ambaixador a Madrid Josep Duran, peça clau en molts dels conflictes entre Catalunya i la cort espanyola. Aquella mateixa tarda es va convocar una conferència de dos comuns amb el Consell de Cent: aquesta va aconsellar que es fes tornar en Josep Duran a Barcelona i va demanar als dos comuns que els representants reunits en aquella conferència poguessin enviar una carta de protesta al rei, un permís que els fou atorgat així que quatre dies després la dura carta fou redactada i enviada. Al cap d'uns dies el lloctinent Portocarrero els demanava perdó tot afirmant que no s'havia obert les cartes de ningú, fet que no era cert, ja que diversos nobles havien manifestat que "las cartas [havien estat] desclosas y altres rasgadas la cuberta y altres mudat lo sobre escrit". Ningú va assumir responsabilitats pel fet.
El torp al veguer (juliol - octubre de 1703): Inicialment aquest era un conflicte entre els comuns. Vistes les sospites dels mateixos oficials de la Diputació que des de la casa del diputat esclesiàstic Antoni de Planella s'estava fent contraban de teixits defraudant els impostos del General, el 15 de juliol de 1703 els altres dos diputats (Antoni d'Albertí i Jaume Oliva) escorcollaren casa seva i el frau es veié confirmat, motiu pel qual fou destituït del consistori. La polèmica va sorgir quan el procurador fiscal va demanar al notari l'inventari dels béns que hi havia a la casa que estava escrivint per ordre del veguer de Barcelona Llátzer Gelzen. El veguer manà al notari que no li donés, i el procurador fiscal reaccionà arrestant el notari i imposant al veguer una multa de 1.000 lliures. Davant d'aquest fet, el 22 de juliol el Braç Militar va exigir a la Diputació que moderés el seu procurador fiscal (cal tenir en compte la condició militar del veguer) i demanà al Consell de Cent d'obrir una conferència d'ells dos al respecte. Paral·lelalment al mateix dia la Diputació es dirigia al lloctinent queixant-se de la intromissió del Braç en llurs afers. El dia 24 la Conferència aconsellava a la ciutat que es personés a la causa contra Antoni de Planella, cosa que va fer, i recomanava d'establir una conferència amb la Diputació. Aleshores, però, durant quinze dies les tres institucions s'estigueren discutint respecte al nombre de delegats d'aquella conferència, si havia de ser només entre la ciutat i la Diputació, quines competències podrien tenir... Aquesta disputa de procediment demostra la importància que havien adquirit aquestes reunions. Finalment, prèvia renúncia del Braç, el 13 d'agost va començar una conferència només dels dos comuns de govern, que es reuniria fins a 12 vegades durant els següents mesos. El 27 de setembre es va exposar el consens assolit al Consell de Cent: El veguer de Barcelona hauria d'entregar l'inventari notarial i dir en veu alta que no havia estat la seva intenció de comprometre els dret de la Diputació. A més, el Braç Militar hauria de retirar totes les accions legals que havia iniciat al juliol. Aquesta fou la solució al conflicte entre els tres comuns.
La modificació del testament de Carles II (novembre de 1703 - gener de 1705): En el moment en què l'arxiduc Carles fou coronat a Viena com a sobirà de la corona hispànica el 12 d'agost de 1703, Felip V va reaccionar ordenant a totes les institucions i arxius dels seus regnes que modifiquessin la còpia que tenien del testament del seu predecessor, Carles II: Havien de posar els drets a la successió de l'arxiduc Carles per sota dels del duc d'Orleans, per fer-lo quedar en quart lloc en la línia successòria. Quan el decret va arribar a Barcelona el 9 de novembre les institucions catalanes es negaren a obeir-lo. Abans de començar la reunió dels Tres Comuns, els representants que hi participaven van fer el jurament de non revelando, i també l'hagueren de fer aquells oficials de cada institució que tinguessin coneixement del contingut d'aquella conferència. Llur resposta al rei fou que no tenien el poder legal per fer un canvi com aquell. Velasco (qui tornava a ser lloctinent per segona vegada) durant mesos va exhortar els comuns a obeir l'ordre reial, però se li contestà repetidament que no. A la tardor de 1704 Velasco va començar a demanar els noms de tots aquells que s'oposaven a la modificació del testament. El 31 de gener de 1705 el Consell d'Aragó va ordenar a Velasco que desinsaculés a la força tots els nobles del Braç Militar que estaven insaculats pels càrrecs i oficis de la Diputació del General i del Consell de Cent.
La desinsaculació d'Honorat Pallejà (juliol de 1704 - gener 1705): Honorat Pallejà era en aquell moment el conseller tercer de Barcelona. Entre el juliol i l'agost de 1704 la resta del consistori el va desinsacular de les bosses de la ciutat com càstig per exagerar en un escrit el rol que havia tingut durant el setge de principis de 1704. Tot i que els advocats havien advertit que no podia ser desinsaculat, el consistori barceloní va expulsar-lo i va convocar una Conferència dels Tres Comuns, a la qual la Diputació no hi va voler assistir: els assistents a la conferència van recomanar enviar una representació al rei. Així ho va fer el Consell de Cent, però a més a més va exigir a la Diputació que aturés l'habilitació de Pallejà per als càrrecs i oficis d'aquella institució, a la qual cosa aquesta hi estigué d'acord. Però el virrei Velasco i la Reial Audiència obligaren la Diputació a continuar el procés d'habilitació recordant que només el rei podia desinsacular. Molestos, els consellers barcelonins reaccionaren (per recomanació de la conferència de dos comuns) adreçant al rei una llarga llista de 20 fulls amb les 10 contrafaccions acumulades que ell i els seus oficials estaven cometent a Catalunya des del 1702. El 15 de novembre va arribar a Barcelona una dura carta de Felip V:
| «                            | […] os ordeno y mando que reintegréis y restituays luego al doctor Honorato Pallejà y Riera consejero tercero en el ejercicio de su cargo y en todos sus salarios, gages i emoluentos y demás cosas de que le habéis privado sin dilación alguna. […] He resuelto desaprovaros todo cuanto habéis obrado en esta materia advirtiéndoos para en adelante os portéis más ponderadamente y atentamente en vuestras representaciones en cumplimiento de la obligación que os asiste. | » |
| — Felip V, novembre de 1704. | |   |

 Els consellers encara s'atreviren a respondre al rei que els enviés una ordre formal segons els escrits de la Cancelleria i firmada, cosa que aquest feu tres dies després: Van sotmetre-la a l'anàlisi d'una junta de 12 advocats per tal que ratifiqués que l'ordre de reinsaculació de Pallejà era legal, i finalment van complir-la quan la junta es pronuncià el 21 de gener de 1705.

#### El darrer conflicte: la qüestió militar (1703 - 1705)
Paral·lelament als conflictes ja descrits, entre 1703 i principis del 1705 tant la Diputació com el Consell de Cent i el Braç Militar es mantingueren units per fer front a la qüestió militar derivada de les maquinacions internacionals respecte a la successió de la corona espanyola. Les preocupacions catalanes per la situació militar acabarien sent el detonant perquè la monarquia prohibís les reunions de la Conferència dels Tres Comuns. És important tenir en compte que fou durant aquest període que els primers austriacistes van començar a estructurar aquest bloc polític que es retroalimentava amb tres elements: els interessos mercantils amb Holanda i Anglaterra, la decepció de bona part de les elits polítiques amb l'anticonstitucionalisme de la monarquia, i el tradicional sentiment antifrancès omnipresent en una societat que ja havia patit sovint les invasions del nord. Cal recordar també que els conflictes sobre la modificació del testament de Carles II i sobre la desinsaculació d'Honorat Pallejà es van produir de manera paral·lela al de la qüestió militar.
D'ençà que el 1702 els estats aliats van declarar la guerra contra dels estats borbònics tothom era conscient que tard o d'hora Catalunya esdevindria un escenari més de les batalles europees. El setembre de 1703 el lloctinent Portocarrero va informar les institucions catalanes que la flota britànica havia creuat l'estret de Gibraltar i que molt probablement es dirigia a Barcelona i, per tant, aquestes institucions iniciaren els preparatius per resistir un setge. El novembre van començar una Conferència dels Tres Comuns que va recomanar que les institucions enviessin una ambaixada al lloctinent reial (que era la mateixa que va tractar el tema del testament de Carles II i altres conflictes menors). Les setmanes anaren passant sense que els Comuns rebessin cap informació sobre la proximitat de la flota anglesa. Durant aquest temps va arribar un nou lloctinent, Francisco de Velasco, que repetia al càrrec per segon cop. Arribat el mes de febrer del 1704 els Comuns li enviaren una nova representació insistint que se'ls informés sobre la situació dels vaixells i avisant a Velasco que havien delegat les decisions sobre aquest tema als assistents de la Conferència.
Com era d'esperar, la flota proaustríaca va acabar arribant a Barcelona el 27 de maig establint el conegut setge de 1704. L'endemà els assistents a la Conferència dels Tres Comuns van concloure que les tres institucions s'oferissin al lloctinent Velasco: li oferien la formació de la Coronela, la creació d'un terç, que els membres del Braç Militar comandessin les esquadres, que la Diputació escrivís als municipis del país exigint-los tranquil·litat, i també li recomanaven de fer tancar les tavernes i els prostíbuls. El 29 una ambaixada de sis persones visitaren el virrei per informar-lo d'aquests oferiments. El 30 els Comuns reberen cartes dels príncep Darmstadt comminant-los a rendir la ciutat per tal d'evitar el setge, aquests van delegar a la Conferència l'escriptura d'una resposta conjunta (i paral·lelament s'enviaven cartes a Madrid explicant la situació). A les cinc de la matinada de l'endemà 31 de maig la Conferència va entregar a cada Comú el text consensuat, cada consistori el va confirmar, però es va voler ensenyar primer la resposta al lloctinent Velasco el qual va acceptar-la amb poc entusiasme. El text estava calculat al mil·límetre:
| «                                        | […] no està en nostre mà franqueyar las portas per no tenir lo mando algun en ellas del que està vostra excel·lència cumplidament enterat per aver ocupat los càrrechs de llochtinent y capità general, y no podem diexar de manifestar a vostra excel·lència que quant dependís de nostre ma sempre la nació cathalana ha procehit ab sos reys y senyors ab tota fidelitat | » |
| — resposta dels Tres Comuns a Darmstadt. | |   |

 Les institucions catalanes evitaven esmentar quin era el nom del rei legítim (Felip V o Carles III) i explicitaven que no controlaven les portes de la ciutat.
Durant la nit entre el 31 i l'1 de juny tingué lloc la coneguda reunió entre Velasco i els representants dels Tres Comuns al teatre de la Universitat literària en què el lloctinent els informà que havia desbaratat el complot austriacista d'Antoni de Peguera i Pere Careny. Els va demanar suport per garantir l'ordre públic a la ciutat, i els Comuns s'hi avingueren fent rondes pels carrers de Barcelona. Finalment, fracassat el setge, a la matinada la flota britànica va salpar mar endins.
En els següents dies encara tingueren lloc algunes conferències entre la Ciutat i el Braç Militar per temes menors referents a la Coronela i les esquadres que s'havien format per garantir tant la defensa com l'ordre públic. La primera fou desactivada el dia 15 de juny, mentre que les altres seguiren rondant els carrers uns dies més.
Immediatament després que salpés la flota aliada, a Barcelona el lloctinent Velasco va iniciar una rigorosa repressió: El 4 de juny va prohibir les imatges del príncep Darmstadt a les cases dels barcelonins ordenant que s'entreguessin totes, i va fer esborrar el seu escut de l'església de Santa Maria del Mar. I aleshores va començar la crida i cerca de tot aquell que es cregués que estava implicat en el complot austriacista, començant per Antoni de Peguera. Desenes de persones de tots els estaments foren perseguides i empresonades, nobles, cavallers, clergues, artesants, mercaders (entre els quals Arnald Jäger)... La detenció dels gaudints Narcís Feliu de la Penya i Ramon Vilana Perlas el 20 de juny va fer reaccionar els Comuns. La Ciutat i el Braç Militar al·legaven que els soldats no podien detenir els nobles, ja que només ho podien fer els funcionaris del Reial Consell, i tot i que la Diputació dubtava d'aquesta interpretació de les Constitucions, es va encarregar el tema a la Conferència. Els tres Comuns van enviar ambaixades al virrei per separat, les quals es desenvoluparen de manera molt tensa. L'1 de juliol la Ciutat i el Braç Militar celebraren una conferència a part per tal de redactar una representació dirigida al rei Felip criticant la irregularitat de les detencions i demanant un perdó general, missatge que la Diputació no volia enviar, ja que volia que els Comuns es limitessin només a debatre l'aspecte jurídic. El rei no va acceptar de decretar un indult general, però segurament sí que va ordenar a Velasco que moderés els càstigs per no augmentar el descontentament ja prou generalitzat, ja que aquest més endavant es va lamentar d'aquesta decisió.
Durant la tardor les relacions van empitjorar a causa de les ja descrites polèmiques de la modificació del testament de Carles II i de la desinsaculació d'Honorat Pallejà. Si el 30 de novembre es renovaven els consellers de Barcelona, quinze dies després Velasco va sorprendre al fer empresonar cinc membres del Consell de Cent sota l'acusació de no voler revelar-li el contingut de les reunions referents a la polèmica de Pallejà, ja que es negaven a trencar el jurament de non revelando. Els tres Comuns per separat van enviar ambaixades al virrei per protestar per la mesura, essent molt tensa la del Braç Militar, i enviaren diverses cartes al rei. Fins i tot els jutges de la Reial Audiència van deixar clar el 4 de febrer de 1705 que els empresonats no podien trencar el jurament. La resposta de la monarquia fou decretar un reguitzell de desinsaculacions de diverses personalitats, molts dels quals eren o havien estat representants dels tres Comuns a les conferències que hi havia hagut. Finalment, el 9 de febrer va arribar a Barcelona un decret signat a Madrid el 31 de gener prohibint que es poguessin reunir noves conferències, mesura que feia mesos que Velasco demanava. Tot i obeir el decret, en els mesos següents seguiren arribant ordres de desinsaculacions i empresonaments. En arribar la primavera arribaren també les primeres sentències pel que fa als empresonats. A partir d'aquest moment les institucions catalanes rebaixaren el to, només alçat altre cop el maig per part de la noblesa catalana oposant-se frontalment al pla de reconstrucció de les defenses del Principat que pretenia Velasco.
En els darrers 5 anys aquesta "circumstancial" institució havia generat un volum d'activitat sense precedents en la defensa de les Constitucions catalanes contra l'absolutisme, fet que havia evidenciat a ulls de tothom el descontentament general amb la monarquia espanyola i borbònica. Paral·lelament es preparava una nova conjura, el Pacte dels Vigatans, que aplanaria el camí perquè l'agost de 1705 tornés de nou la flota britànica amb l'exèrcit imperial austríac per provar, aquest cop amb èxit, d'implicar Catalunya amb el bàndol aliat.

### En temps de Carles III

L'arxiduc i rei Carles d'Àustria

Com que estava prohibida des del febrer, no es va reunir cap Conferència durant el setge de 1705 com sí que havia passat el 1704 i el 1697. Un cop el nou rei Carles III hagué entrat a Barcelona el 14 d'octubre de 1705, a Catalunya es va iniciar tota una nova etapa política. Aquesta, però, estaria sempre condicionada als avatars de la Guerra de Successió, que a partir d'ara es batallaria també a la península.
El 20 d'octubre el comandant de les forces angleses al servei de la causa austriacista, lord Peterborough, va reunir-se amb els tres comuns per exposar-los diverses demandes de Carles III que pretenia reprendre la normalitat quotidiana el més ràpid possible, les més importants de les quals eren:
- el funcionament ordinari de la justícia i el manteniment de la quietud pública
- l'anunci d'una convocatòria immediata de les Corts catalanes
- la celebració del besamans i l'entrada pública oficial com solien fer els reis
- que els comuns enviessin cartes als governs d'Àustria, Anglaterra i Holanda informant de la seva fidelitat a Carles III

Apel·lant a la importància d'aquestes decisions, el Consell de Cent va demanar a la Diputació del General i al Braç Militar que convoquessin de nou una conferència.

#### La rebuda de Carles III (1705 - 1706)
Només nou dies després de l'entrada de Carles III, i a conseqüència de les seves demandes, els tres comuns van obrir la primera sessió d'una nova Conferència el 23 d'octubre al palau de la Diputació. Fins al dia 27 els assistents van anar consensuant tant la resposta a l'arxiduc com les cartes per enviar als països aliats, sense qüestionar en cap moment la nova monarquia, textos que foren validats pels respectius consistoris dels comuns. En els dies següents Carles III va fer noves peticions als tres comuns: va demanar un préstec de 1.500 lliures (a cada comú), la formació d'un regiment de 1000 catalans, i les llistes de les persones insaculades a la Diputació i al Consell de Cent. Paral·lelament també els va demanar si la Junta Reial de govern de vuit persones que volia constituir era legal segons les Constitucions catalanes, un canvi de tarannà molt evident respecte a Felip V, que va rebre una resposta afirmativa d'una junta d'advocats dels tres comuns. Finalment el 5 de novembre va anunciar l'obertura d'unes noves corts a principis del desembre.
A finals d'octubre la Conferència i el rei negociaren el text del jurament de les Constitucions que aquest hauria de fer el dia de l'entrada oficial a la ciutat. Els comuns volien aprofitar l'ocasió per comprometre l'arxiduc a fer que el Consell de Cent i la Diputació recuperessin el control del procés d'insaculació, mentre que el pretendent a rei va deixar clar que volia jurar l'estat de coses a la mort del seu predecessor Carles II. El 4 de novembre Carles III va comprometre's a tractar el tema més endavant, i els tres comuns van acceptar-ho. Finalment el 7 de novembre el monarca va entrar a la ciutat i va fer el jurament de rei.
Durant el novembre una Conferència va consensuar l'estructura i sous del regiment demanat per l'arxiduc, però a petició de la Diputació es va limitar a només 500 efectius, ja que "lo mayor fors que poden arribar les facultats de dita Generalitat és lo número de cinc-cents homens (...) lo que en altres semblants ocasions se ha acostumat a servir a sos reys". De totes maneres els coronels dels regiments de la Ciutat i de la Diputació, Jaume Cordelles i Miquel de Lentorn, es queixaren que els sous eren baixos i necessitaven més oficials. Pel que fa als préstecs, el Consell de Cent acceptà de fer-ne un per la meitat de la xifra demanada, però la Diputació s'hi negà en no tenir el permís dels braços en corts. Finalment una reunió dels advocats dels tres comuns va preparar el guió de temes sobre els que la cort imminent hauria de legislar: vint fulls amb 98 canvis respecte a les passades Corts de 1702.
Les Corts de Barcelona van començar el 5 de desembre i es tancaren el 31 de març del 1706. Les institucions catalanes van aconseguir diverses concessions de la monarquia que milloraven notablement els avenços de les del 1701, i a més recuperaren el control del procés d'insaculació que havien perdut el 1653. Una de les novetats fou precisament la regulació legal de les Conferències dels Tres Comuns, per tal que mai més es pogués tornar a actuar contra ella.

#### El setge de Barcelona de 1706
Dos dies després de la clausura de les Corts, els exèrcits francesos i espanyols assetjaren altre cop Barcelona fins al 8 de maig (Setge de Barcelona (1706)). Durant aquest mes la Conferència convocada per getionar la defensa va fer reunions pràcticament cada dia, alguns matí i tarda. Entre altres decisions, van encarregar als fusters barcelonins que elaboressin un informe sobre els llocs més ben defensats de la ciutat, i es va demanar al conseller en cap Francesc Nicolau que treballés braç a braç amb el comte d'Uhlefeld per organitzar la defensa. Però el setge no semblava favorable als defensors: el conseller en cap va morir el 22 d'abril, però pitjor fou la caiguda del castell de Montjuïc el dia 25. El 28 el rei Carles III va presidir una reunió de les diverses institucions (entre els quals alguns representants de la Conferència) per demanar una lleva urgent de 450 homes per tal de treballar en el reforç de les defenses: Aquell mateix dia es va reunir la Conferència i es va acordar que la Ciutat trobaria aquelles 400 persones, que la Diputació pagaria les despeses a raó de 60 lliures diàries, i que el Braç Militar trobaria 50 homes per construir una travessera defensiva i nomenaria els nobles necessaris per organitzar aquestes tasques. Finalment, el setge va acabar fracassant perquè la flota francesa va fugir al saber que s'acostava la flota anglesa, i dos dies després el 10 de maig els exèrcits de terra també es retiraren.
Passat el perill, la Diputació va enviar cartes als governs de la Gran Bretanya, Portugal i Holanda per agrair-los l'enviament de la flota i a la vegada per demanar-los que restés a Barcelona. Els altres dos comuns se sentiren desplaçats per aquest gest, i després de retreure als diputats d'actuar fora de la Conferència aquesta va redactar unes altres cartes pels tres comuns que foren també despatxades.

#### La Conferència com a supervisora de la monarquia (1707 - 1711)
El febrer de 1707 els tres comuns reuniren una Conferència en què els delegats van escriure una representació per a Carles III en què mostraven llur preocupació per les ràtzies franceses a l'Empordà i Girona, i demanaven que s'hi enviés tropes, ja que consideraven que les collites d'aquelles comarques eren clau. La representació fou enviada a València, des d'on el rei respongué afirmativament que ja hi estava treballant. Però el 25 d'abril es produí la desastrosa batalla d'Almansa, que va significar l'ocupació del Regne de València. I a mitjans de maig arribaren a Barcelona cartes d'ajuda provinents no només de Girona sinó també de Saragossa, demanant reforços urgents per l'arribada dels exèrcits de les Dues Corones; i aquesta darrera ciutat va caure a finals de mes. Després de dubtar uns dies sobre si calia reunir altre cop la Conferència que havia debatut sobre l'exèrcit únic catalanoaragonès, es va decidir que fora millor convocar-ne una de nova per analitzar la precària situació militar. Durant mesos els comuns van estar rebent diverses cartes de les principals ciutats amenaçades (Girona, Lleida, Tortosa i Balaguer) que explicaven els moviments de l'enemic; les respostes de la majoria d'elles foren encarregades a aquesta Conferència, la qual també va aconsellar als tres comuns de pressionar el rei perquè hi enviés tropes.
El 13 de juliol es va produir una entrevista important entre Carles III i els magistrats dels tres comuns catalans per analitzar les ocupacions borbòniques del Rosselló, Aragó i València, així com la ineficàcia dels exèrcits aliats. Allí el rei va fer peticions molt concretes a cada institució: Als diputats els demanà que procedissin immediatament a fer lleves entre la població per anar a socórrer les fronteres; als consellers de Barcelona els demanà que reclutés gent per reparar les muralles i que emmagatzemés queviures; i al Braç Militar li va demanar que enviés nobles arreu del país per aixecar la moral de la gent i a la vegada perquè impedissin que el gra i el farratge caigués en mans enemigues. Els tres comuns van ampliar els seus representants a la Conferència i li van encarregar aquestes gestions.
La caiguda de Lleida el novembre després d'un mes de setge fou el detonant perquè una Conferència dels tres comuns reunida a petició del Braç redactés un text en què no només es descrivia la crítica situació militar de Catalunya, sinó que a més es feia el primer advertiment seriós al govern de Carles III (en matèria de concessió de privilegis, el control de les insaculacions, els càstigs i els empresonaments injustificats, les deficiències del sistema judicial...). Els delegats van presentar aquell escrit a cada comú el dia 3 de desembre, però tots tres comuns van fer esmenes durant dues setmanes per tal de suavitzar-lo i resumir-lo però mantenint els mateixos temes. Finalment el 21 de desembre la Conferència ja tenia el text final i decidia que els tres presidents (el diputat eclesiàstic, el conseller en cap i el protector del Braç Militar) l'entreguessin personalment.

Arribada d'Elisabet Cristina de Brunswick a Mataró el 1708.

El 1708 les tropes franceses tornaren a amenaçar les collites empordaneses i iniciaren el setge de Tortosa. Els tres comuns convocaren novament una Conferència, la qual entre maig i juliol va presentar al rei fins a 3 representacions per exigir-li que defensés el país i en què es queixaven per enèsima vegada dels abusos de les tropes aliades, sobretot les aquarterades a Tarragona, i de la fam que patia Tortosa. Quan el rei va convocar els presidents dels tres comuns el 19 de juliol, Tortosa ja havia caigut, i pel que fa als abusos reiterava que faria complir les lleis sobre els allotjaments i el segrest de grans. La Conferència va ampliar els seus assistents per tractar el foment de la mobilització popular, però al llarg de l'estiu i tardor continuaren arribant cartes dels municipis reportant nous abusos, i la Conferència i el rei continuaren intercanviant representacions i respostes, mentre que la Diputació feia crides als carrers del país demanant a la població una bona entesa amb les tropes.
Les dificultats es veieren incrementades el 1709 per una dura crisi de subsistència provocada per les nevades que malmeteren els conreus, i en aquest context els abusos de les tropes austriacistes no feren més que agreujar els atacs borbònics contra Girona, Vic i Tarragona. Les queixes des de la Conferència foren constants, havent de fer fins a cinc ambaixades a Carles III. Una particularitat d'aquest any (que no tindria continuïtat) foren les reunions dels tres presidents per agilitzar la preparació de les representacions dels Tres Comuns catalans al rei, en alguna ocasió fins i tot prescindint de la Conferència.
El 1710 un exemple de la ineficàcia de l'exèrcit reial fou quan el 19 de juny va arribar de Manresa l'avís de l'amenaça borbònica sobre els magatzems d'Igualada i Calaf, que just el dia abans la reina Elisabet Cristina havia demanat als comuns que protegissin, i a qui hagueren de recordar (amb un text redactat des de la Conferència) que no podien fer res contra les tropes de cavalleria.
El context no era gens afalagador, ja que el fracàs de la segona entrada a Madrid el novembre de 1710, així com les derrotes de Brihuega i Villaviciosa durant la retirada de desembre, significaren la disgregació dels exèrcits aliats austriacistes. Els Tres Comuns ja eren conscients que la campanya havia deixat el Principat desprotegit, així que les notícies de la insostenibilitat de Girona causaren una gran preocupació que fou el motiu de la convocatòria d'una nova Conferència. Les nombroses reunions de desembre i gener acumulaven la informació dels fets i elaboraren fins a quatre representacions i dues cartes al monarca (que ja tornava a ser a Barcelona) totes elles presentades insistentment pels tres presidents. El 24 de gener de 1711, però, Girona capitulava. El país es va desmoralitzar, i la Generalitat n'era conscient perquè rebia cartes dels jurats municipals i també dels seus espies i informadors, i perquè el diputat militar va testimoniar el terror borbònic a les comarques d'Osona, el Ripollès i la Garrotxa (desprotegides un cop caiguda Girona).
A Barcelona la paciència del Consell de Cent es va acabar, i va pressionar per fer una nova representació pel monarca però aquest cop d'una gran duresa: volia equiparar les malvestats de l'enemic borbònic amb els abusos dels soldats austriacistes, i també volia criticar el rei per haver-se gastat els diners donats per les Corts de 1705-06 en despeses cortesanes i domèstiques, sense fer cap servei "per la causa pública", mentre que els Comuns havien de gestionar "novas llevas, sometens y allotjaments de soldats". El Braç Militar, la noblesa, va aconseguir aplacar els ànims recordant que hom s'havia de dirigir a la monarquia "ab tota suavitat", per això el text final entregat al rei el 21 de febrer no esmentava les crítiques més radicals, tot i que sí que hi va romandre la comparació entre aliats i enemics. Carles III va demanar una llista detallada dels abusos, que la Conferència va tenir a punt en només tres dies, i fou presentada al rei pels tres presidents el dia 25 de febrer.
Els fronts de la guerra es van estabilitzar l'abril de 1711, ja que la mort inesperada de l'emperador Josep I i, per tant, l'evident ascens del rei Carles III, arxiduc austríac i germà seu, feia preveure canvis d'aliances entre els estats contendents. Per aquest motiu l'exèrcit borbònic de les Dues Corones va parar la campanya militar deixant respirar el territori català. Durant aquesta primera etapa del regnat de Carles, 1706-1711, la Conferència havia actuat com un mer organisme vehiculador de les queixes del país, exigint al rei una acció de govern més eficaç, però sense cap rol important en la gestió directa de la guerra.

#### Tensió amb la monarquia (1711-13)
Carles III va partir cap a Viena el 27 de setembre de 1711. Abans de marxar va nomenar una junta per aconsellar la seva esposa, que es quedava a Barcelona com a lloctinent, en la que hi havia el seu secretari Ramon de Vilana Perles. Aquella tardor els borbònics atacaren la fortalesa de Cardona, i el novembre la tancaren dins d'un setge, però van fracassar. Tot i aquest èxit, durant l'hivern la reina i els consellers de Barcelona es van haver de reunir per tractar el tema dels avalots de la ciutat i el fenomen de la falsificació de les monedes de billó.
Neguitosos per l'inici de negociacions internacionals, la Diputació del General va acordar amb els altres comuns d'enviar un ambaixador a Viena per recordar al rei la delicada situació militar de Catalunya. Amb aquest objectiu fou comissionat el marquès de Montnegre, que va partir el 13 de juliol de 1712. Però ja era massa tard per evitar la primera conseqüència del canvi d'aliances: la retirada dels exèrcits britànics del conflicte. Ramon de Vilana-Perles ho sabia ja el 28 d'agost, quan va demanar urgentment de reunir-se amb tres representants dels Comuns per comunicar-los la greu notícia, i a petició seva l'11 de setembre es va obrir la primera d'un seguit de conferències. A través de Vilana-Perles, la reina Elisabet Cristina va manifestar-los la necessitat de coordinar el procés de replegament britànic: Aquests s'havien de concentrar als voltants del Sitges per ser embarcats, i els Comuns havien de garantir l'absència d'incidents amb els habitants locals. La retirada, però, no s'efectuaria fins a finals d'octubre, i mentrestant es produïren diversos enfrontaments amb catalans que els acusaven de traïdors i els apedregaren.
No obstant això, el 17 de setembre el rei va comunicar per carta que pretenia continuar la guerra i demanava als Comuns, altre cop, més fonts de finançament. Aquest cop el debat de la conferència es va dividir durament en dos bàndols: els qui advocaven per trobar aquests recursos per mantenir viva la guerra europea, i els qui no volien donar més diners si no es resolien abans els nombrosos abusos dels exèrcits reials. La majoria d'assistents va acabar decantant-se per la segona opció, així que el 4 d'octubre lliuraven als Comuns un text per fer dues demandes al rei: Que es fes tornar la flota holandesa al litoral català, i que es fes complir la llei sobre el segrestament de queviure per tal que es paguessin (es suggeria contractar un assiento per minimitzar els segrestos). Però el que era més rellevant és que els conferenciants proposaven a la Diputació que iniciés el procés per convocar un Tribunal de Contrafaccions.
Durant el 1712 els Tres Comuns i la seva Conferència continuaren exigint una solució als permanents abusos dels soldats estrangers i amenaçaren amb l'obertura de l'esmentat Tribunal. A l'octubre les cartes de l'ambaixador de la Diputació a Viena sobre les negociacions internacionals eren tan dolentes, que el 17 de novembre la Diputació va decidir que d'ara endavant informaria del seu contingut només als presidents dels altres dos Comuns, i sense facilitar-los-en cap còpia. A Barcelona la reina continuava demanant més diners, però també acceptava de rebre una llista dels abusos. La resposta que la Conferència va proposar als Comuns era que la reina havia de procurar que la flota holandesa importés cereals urgentment. El 23 de novembre de 1712, després d'un any des del primer avís, la Diputació va comunicar a la reina que iniciava les gestions per constituir un Tribunal de Contrafaccions contra el govern reial. Elisabet Cristina, molt molesta, va etzibar-los que no estaven proposant cap solució; la Conferència es va reunir immediatament i, estupefacta, van respondre-li que no sabien què més dir-li. El 6 de desembre comunicava als Comuns que les tropes de Portugal també es retiraven del bàndol austriacista, i que un nou exèrcit francès comandat pel duc de Berwick havia entrat a Catalunya per trencar el setge de Girona, que els imperials havien aixecat per recuperar-la. El dia 18 la reina va escriure als Comuns de manera molt dura criticant novament que no fossin capaços d'aportar cap solució. La Conferència va proposar als Comuns de respondre amb una representació que digués clarament a la reina que no tenien res a dir sobre l'abandó dels portuguesos i que l'estratègia militar la gestionava el general Guido Starhemberg.
Entre el 3 i el 7 de gener de 1713 alguns representants dels Comuns es reuniren amb tres representants de la reina, que els mostraren els informes de Starhemberg: el setge austriacista sobre Girona havia fracassat per l'arribada de Berwick, i nous exèrcits borbònics entraven per Tarragona. A més a més, la Diputació estava assabentada que a tot Catalunya s'havien aturat les hostilitats entre els exèrcits imperials i els borbònics. La Conferència va redactar una representació suplicant ajuda al rei, que es va enviar el dia 15 a l'ambaixador català a Viena, el marquès de Montnegre. A partir del 22 de gener per agilitzar les relacions es van fer reunions quatrilaterals, amb 2 representants per cada part. Amb el comte de Stampa com a portaveu principal de la reina, entre gener i febrer aquestes reunions tractaren afers pràctics de tota mena com ara l'ordre públic, la retirada de tropes alidades i les negociacions d'Utrecht. El 25 de gener Stampa va entregar als sis representants dels Comuns una carta del rei que palesava la magnitud de la tragèdia: Per una banda confirmava que els anglesos i els portuguesos es retiraven de les hostilitats contra francesos i espanyols, i per l'altra els deia que la proposta de partir els territoris de la monarquia espanyola entre els Borbons i els Habsburg havia estat rebutjada; finalment el rei recomanava als Comuns que reflexionessin sobre el que volien fer a partir d'aquell moment. La reacció dels Tres Comuns fou (a banda de reiterar fidelitat a la casa d'Àustria) nomenar dos nous ambaixadors per intentar influir en les negociacions internacionals: el Consell de Cent va enviar Pau Ignasi de Dalmases a Londres, i Felip Ferran a La Haia (mentre que el marquès de Montnegre romania a la cort imperial de Viena) amb cartes i representacions que va redactar la Conferència per tal de recordar els seus compromisos amb Catalunya tant a la reina Anna de la Gran Bretanya com als Estats Generals d'Holanda.
Probablement fou també en aquestes reunions a on Stampa va donar a conèixer que la reina Elisabet també abandonaria Barcelona camí de Viena. La notícia no es va confirmar fins al 25 de febrer. Durant el març la Conferència va redoblar la seva activitat consensuant fins a 8 cartes. La primera, el 4 de març, era per insistir a la reina que s'obrís un Tribunal de Contrafaccions que fes justícia sobre els abusos de l'exèrcit. El dia 9 va arribar el correu de Viena amb cartes tant del rei com de l'ambaixador català: el 14 la Conferència va enllestir les cartes per a la Gran Bretanya i Holanda, i a més a més va posar per escrit la missió que tindrien els ambaixadors catalans: les prioritats eren ser súbdits de la monarquia austríaca o bé una república sota llur protecció; l'opció borbònica no es considerava ni amb condicions. Finalment els dos ambaixadors partiren cap als seus destins el dia 23. La reina Elisabet Cristina (juntament amb el màxim oficial reial: Ramon de Vilana-Perlas) havia marxat el 19 de març (després de diverses dil·lacions) deixant el cap militar austríac Guido Starhemberg com a virrei de Catalunya.
Mentrestant arribaren noves notícies dels abusos de l'exèrcit reial als Pallars. L'ordre públic a Barcelona cada cop era més difícil, motiu pel qual la ciutat va crear un escamot nocturn per garantir la "quietud pública". Les nombroses cerimònies religioses que s'havien encarregat fins al moment no havien servit per millorar la situació, així que els assistents a la Conferència acordaren mesures radicals per eliminar certs "pecats socials": tancar els trinquets de tot Catalunya, perseguir la picaresca en la venda de carn i neu, i expulsar els gitanos del país.
Les funestes condicions que s'estaven pactant a Utrech i la Haya s'anaren coneixent a Barcelona durant l'abril. Els Tres Comuns rebien cartes dels ambaixadors catalans en què alarmaven no només de l'omissió de l'obligació dels borbònics de respectar les lleis catalanes, sinó que a més el rei havia pactat també l'evacuació de les tropes imperials, moment en el qual els catalans s'adonaren definitivament que Carles III els desemparava. El 18 de maig el mateix Starhemberg admetia als Comuns que en qualsevol moment apareixerien els enviats de Felip V per tractar l'armistici, però que ja "els passaria l'avís". Alarmats i sabedors que s'acostava el moment de prendre una decisió transcendental, els assistents a la Conferència van ampliar el nombre d'individus que participaven del procés polític creant algunes juntes específiques.
Finalment el 10 de juny de 1713 va arribar a Barcelona la confirmació oficial de Carles III "l'Arxiduc", escrita el 24 d'abril, informant que retirava les tropes imperials austríaques i que deixava Catalunya a la seva sort. A partir d'aquesta data les reunions de la Conferència passen a ser pràcticament diàries i sense entrebancs per part dels Tres Comuns: es van redactar diversos documents i els debats se centraren tant a aconseguir un armistici que respectés el sistema polític català com en la convocatòria immediata d'una Junta General de Braços. Durant el juny i el juliol el virrei Starhemberg va organitzar la retirada imperial, mantingué contactes amb els borbònics, i va intentar que els fusellers i voluntaris catalans abandonessin les armes. Fins i tot va mantenir converses personals amb la noblesa, el clergat i la burgesia catalana per tal de convèncer-los que retessin obediència a Felip V.

#### Altres episodis durant el regnat de Carles III
La supressió de les jurisdiccions feudals (1706): Tot i estar en plena guerra de successió, aquests foren uns temps en què al País Valencià i a Catalunya es feren sentir les veus del tercer estat que s'oposaven al feudalisme medieval. En el cas català, els consellers de Barcelona (que tàcitament representaven les ciutats de tot el país) feren pressions per tal d'abolir les facultats judicials que tenien els nobles dins de les seves jurisdiccions rurals: Els consellers van tractar d'impedir la impressió del capítol 105 de les noves Constitucions, motiu pel qual el virrei Uhlefeld va demanar que una conferència dels tres comuns desbloquegés el tema. Aquesta es va crear amb només 2 representants per cada un d'ells, i es va reunir entre el 19 de setembre i el 2 d'octubre, dia en què va emetre el consell perquè fos acceptat tant per la Diputació com pel Consell de Cent: els diputats reprengueren la impressió però fent-hi constar ells mateixos la protesta per la inclusió del capítol 105 que prorrogava la suspensió sobre els capítols que manaven reduir les jurisdiccions feudals a la reial.
El port franc de Barcelona (1706-1713): Després de molts anys d'haver-lo reivindicat, l'estatut de port franc havia estat concedit per Carles III a les Corts que l'havien de ratificar com a rei. Aquest nou dret va quedar escrit a la constitució 79. Entre l'11 d'octubre i l'1 de novembre de 1706 es reuniren conferències entre la Diputació catalana i el consistori barceloní que (com s'havia decidit a les Corts) encarregaren a la Diputació les gestions del port franc: la construcció de la casa del port i l'escriptura de les ordinacions que haurien de regir-lo. No es pogueren veure els primers resultats fins més de tres anys després. No va ser fins a l'abril del 1710 que es va tenir el text a punt, que fou quan els diputats demanaren als consellers de reprendre les conferències de 1706 sobre el tema, les quals es feren entre el juny i el juliol, i el 15 de juliol el Consell de Cent ja tenia el text, ja que va encarregar a una comissió que l'estudiés. Però en comptes d'esperar la resposta de la ciutat, la Diputació va establir la inauguració del port franc de Barcelona pel dia 28, notícia a la qual els conselleres reaccionaren molt molestos, ja que no només els apressaven amb la data sinó que, a més a més, sembla que el text era incomplet i precisament hi faltava les 5 ordinacions que feien referència a la ciutat. Per això advertiren que ells continuarien cobrant els drets de la ciutat si no es posposava. Els diputats cediren i, per tant, es tornaren a reunir diverses conferències. Dos anys després les dues institucions encara no s'havien posat d'acord: l'última notícia d'aquest tema són les queixes del virrei el maig de 1713, però en aquell moment la urgència de la guerra ja feia impossible la inauguració.

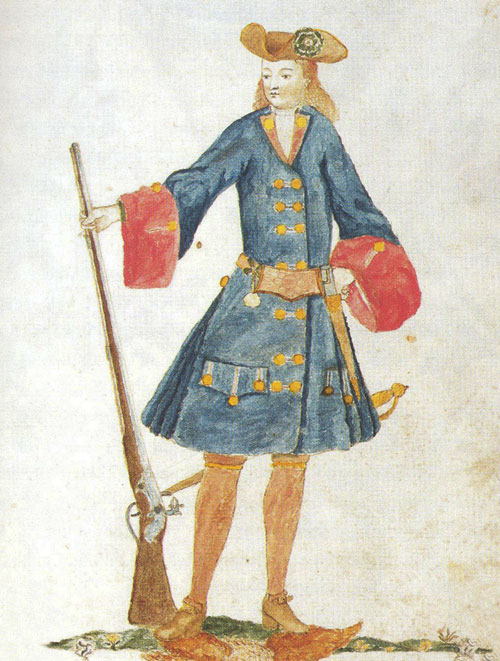
Milicià de la Coronela el 1707

La jurisdicció sobre la Coronela (1707-1708): Aquest conflicte va començar el 13 d'agost de 1707, quan el governador de la plaça (el cap de la guarnició militar a la ciutat) va fer empresonar el capità de la companyia dels sabaters de vell Ramon Sambassart (o de Sembajart), quan aquest estava complint el servei de guàrdia de 48 hores. El conseller en cap de Barcelona va queixar-se a Carles III per recordar-li que l'únic que tenia jurisdicció sobre el capità era ell, com a coronel del regiment. Aleshores el rei cometé l'error de dictar un decret establint que tots els membres de la Coronela durant el servei de 48 hores estarien sotmesos únicament a les ordres del governador de la plaça. La reacció de la ciutat fou convocar una Conferència dels Tres Comuns que va començar a redactar una representació al rei per protestar. Abans que estigués llesta, el 24 de novembre el rei va concedir les patents de coronel, tinent coronel i sergent major de la Coronela de Barcelona, però no va lliurar les patents necessàries per a capitans, tinents i alferes de les 45 companyies que la formaven. Les patents eren importants perquè a banda de legalitzar el nomenament d'uns oficials que ja havien estat escollits el 1706, implicaven també el sou que havien de rebre de la corona, i per això aquests expressaren la seva queixa a la Conferència. Aquesta va lliurar la representació per a Carles III el 6 de febrer de 1708 exposant els arguments dels dos temes La resposta reial del 13 d'abril va aclarir que el decret només feia referència als delictes relacionats directament amb el servei de guàrdia, i no pas als delictes comuns que poguessin cometre durant aquelles 48 hores. En canvi, no deia res de la manca de les patents pels oficials. No se sap amb certesa com va acabar aquest segon tema, però el fet és que al llarg del 1707 totes les companyies de la Coronela es van anar uniformant i se'ls feu entrega dels fusells (molt probablement cedits pel rei), i més endavant se sap que els oficials de les companyies acabaren cobrant el sou reglamentari.
La contrafacció contra el jutge Parrella (1710): Aquest llarg episodi havia començat com una simple polèmica dins del consistori de la ciutat de Barcelona; i és un cas similar a l'afer Jäger anterior en què les conferències serviren per guiar els comuns en el procés legal. L'origen havia estat intervenció il·legítima del conseller quart Jeroni Alabau en els noms que es volien insacular a la bossa dels mercaders de Barcelona. Els habilitadors van denunciar-lo, i el Consell de Cent l'havia suspès del càrrec consistorial. Aleshores el jutge Fortunat Parrella de la Reial Audiència s'hi havia implicat a favor d'Alabau multant amb 2.000 lliures de pena els consellers i els habilitadors. Després de la mediació de diputats i nobles, i passant per diversos estira i arronses, Jeroni Alabau s'havia justificat davant dels altres consellers barcelonins, els quals havien decidit acceptar l'explicació però remarcarcant-li llurs irregularitats. Tot i que la polèmica s'hauria pogut acabar aquí, el jutge Parrella va mantenir vigent la multa. Per això el febrer del 1710 la Diputació va assumir la defensa dels consellers i va denunciar-lo per contrafacció. Les autoritats reials intentaren endarrerir l'inici d'un Tribunal de Contrafaccions a base d'excuses constant, com ara que el canceller havia emmalaltit sobtadament, o fins i tot amb recusacions contra els diputats, com feu el regent la cancelleria. El mes de juny els tres comuns convocaren una conferència que els va aconsellar el 3 de juliol que tornessin a demanar al canceller la convocatòria del tribunal ara que ja no estava malalt. Les reunions d'aquesta conferència se succeïren fins al novembre, moment en què la multa va ser retirada.
El llibre Epítome (1711): De tot el regnat de Carles III aquest fou un dels episodis que va generar més tensió, tot i la manca d'efectes pràctics que realment tenia. De fet les respostes del rei sempre van ser suaus i donaren la raó als Tres Comuns, els quals van arribar a reunir la Conferència 20 vegades en 2 mesos, escrigueren 3 representacions de protesta, i es personaren en una ambaixada. Tot va començar quan un doctor en dret anomenat Francesc Grases va publicar el llibre Epítome o Compendi de les principals diferèncias entre les Lleys Generals de Cathalunya i los Capítols del Redrés o Ordinacions del General de aquella. Tècnicament, el llibre només justificava que tots els jutges reials tenien dret a cobrar per jutjar les causes d'apel·lació (i no només els de la sala tercera). Però en realitat Grases estava justificant una filosofia del dret que, en última instància, atorgava a la monarquia la funció de legislar (però admetia que les lleis havien de ser acceptades explícitament pels súbdits, si havien de ser efectives). Tenint en compte el context absolutista europeu, s'entenia que Grases defensava l'autoritat de la monarquia per damunt del pactisme de les Corts Catalanes. El text fou criticat per juristes com J. Pi i de Riu i fins i tot el canceller Llorenç Tomàs i Costa. Assabentats de la circulació del llibre, el 24 de juny de 1711 una conferència dels Tres Comuns va escriure la primera representació en què denunciava l'Epítome per atacar el sistema legislatiu català, a la qual el rei va respondre que faria recollir el llibre. Creient-ho insuficient, el dia 27 la Conferència en feia una de nova exigint també un càstig per a Grases, i el 30 el rei responia que havia cessat tant Grases com el jutge Josep Minguella (qui havia aprovat la publicació), motiu pel qual els Comuns li donaren les gràcies l'1 de juliol. No obstant això, el 2 d'agost els tres presidents dels Comuns feren una ambaixada al rei perquè encara circulaven alguns exemplars del llibre, i el rei va ordenar que s'entreguessin tots als diputats del General, i que s'imposés una multa de 1.000 lliures als qui no el lliuressin abans d'un dia. L'assumpte es va considerar resolt motiu pel qual els Comuns li donaren altre cop les gràcies.

### Els Tres Comuns com a institucions dirigents

#### La retirada austríaca i la Junta General de Braços (juny de 1713)
La carta reial del 10 de juny havia deixat clar als membres de les conferències i els Comuns que el Principat encara lliure dels borbònics s'havia quedat sense rei. Una de les primeres mesures de la Conferència fou exigir a la Reial Audiència que paralitzés els judicis en curs per tal de no exacerbar els aldarulls a Barcelona. També va encomanar a la Diputació i al Braç Militar que enviessin cartes a les ciutats i pobles del país reclamant que calmessin els ànims, i a la Ciutat que fes el mateix amb els gremis barcelonins.

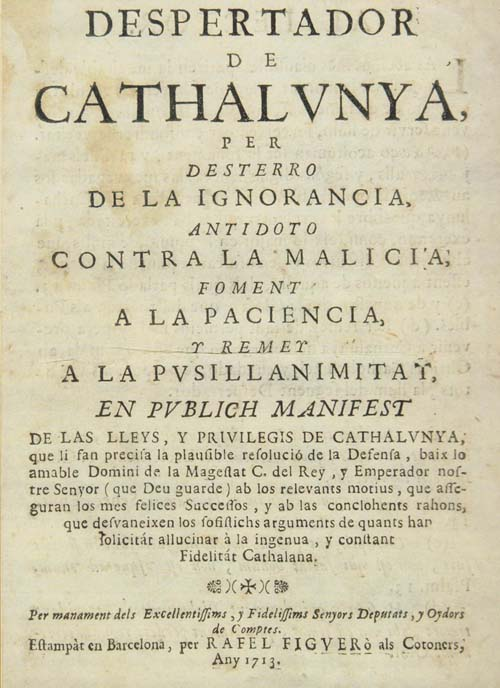
"Despertador de Cathalvnya"

Des de mitjans d'abril militars dels dos bàndols havien estat pactant la retirada dels imperials. El desacord de les negociacions era la situació en què havia de quedar Barcelona, ja que els autríacs demanaven el respecte tant dels béns particulars com de les lleis catalanes i les lleis mallorquines, concessió que els borbònics no estaven disposats a fer. Tot i això el mariscal Starhemberg donava esperances als Comuns, a la vegada que els apressava per designar el lloc d'embarcament de les tropes imperials. Dies després les representacions de Starhemberg demanaven als Comuns i a la Conferència que acceptessin un armistici que no fes referència a les lleis del país. Finalment els representants del mariscal Starhemberg i del duc de Pòpuli van signar el Conveni de l'Hospitalet el 22 de juny, però el mariscal no va entregar-lo als Comuns fins al dia 26 per retardar la reacció catalana. La resposta de la Conferència fou una llarga representació en què li retreia no haver pactat que els borbònics conservarien el sistema constitucional català. El 2 de juliol els austríacs començaren l'evacuació, i el dia 7 el mateix Starhemberg embarcava en direcció a Viena com a últim lloctinent de Catalunya. Abans de marxar encara havia enviat una carta excusant-se en llurs limitacions, però la Conferència ja no li va respondre.

Paral·lelament aquell mes de juny la Conferència va recomanar als Comuns que convoquessin la Junta General de Braços seguint els mateixos passos de la del 1640. Durant alguns dies la Conferència i els Comuns debateren sobre l'esborrany de la convocatòria que havia escrit la Diputació: L'esborrany deia que qui convocava era la mateixa Conferència, però aquesta ho va fer canviar esmentant com a institucions convocants cada un dels tres Comuns. També es va treure l'afirmació que el lloctinent Starhemberg hagués donat permís per fer-la, matisant que simplement en tenia coneixement. La Conferència va aprovar el text definitiu el 28 de juny. 
| «                                                     | […] no poden per si sols los Comuns pèndrer resolució alguna, y perquè este sie universal de tota la Província, se vehuen precisats a formar una junta de Braços generals en la qual, concorrent tots los interessats, sie fàcil assolar-se en la més madura deliberació, afiantsant-se únicament en esta diligència la quietud pública y la major felicitat del Principat. | » |
| — Fragment de la convocatòria aprovada el 28 de juny. | |   |

 Finalment l'assemblea es va desenvolupar al Saló de Sant Jordi del Palau de la Generalitat entre el 30 de juny i el 9 de juliol, acabant amb la ja coneguda decisió que Catalunya continués la guerra contra els borbons en solitari. L'acord fou molt celebrat als carrers de la capital: amb crits de "Privilegis o mort!" i amb exaltacions de patriotisme popular entre la gent. En canvi, algunes famílies de classe alta van marxar a Mataró en desacord amb la decisió de continuar la guerra.

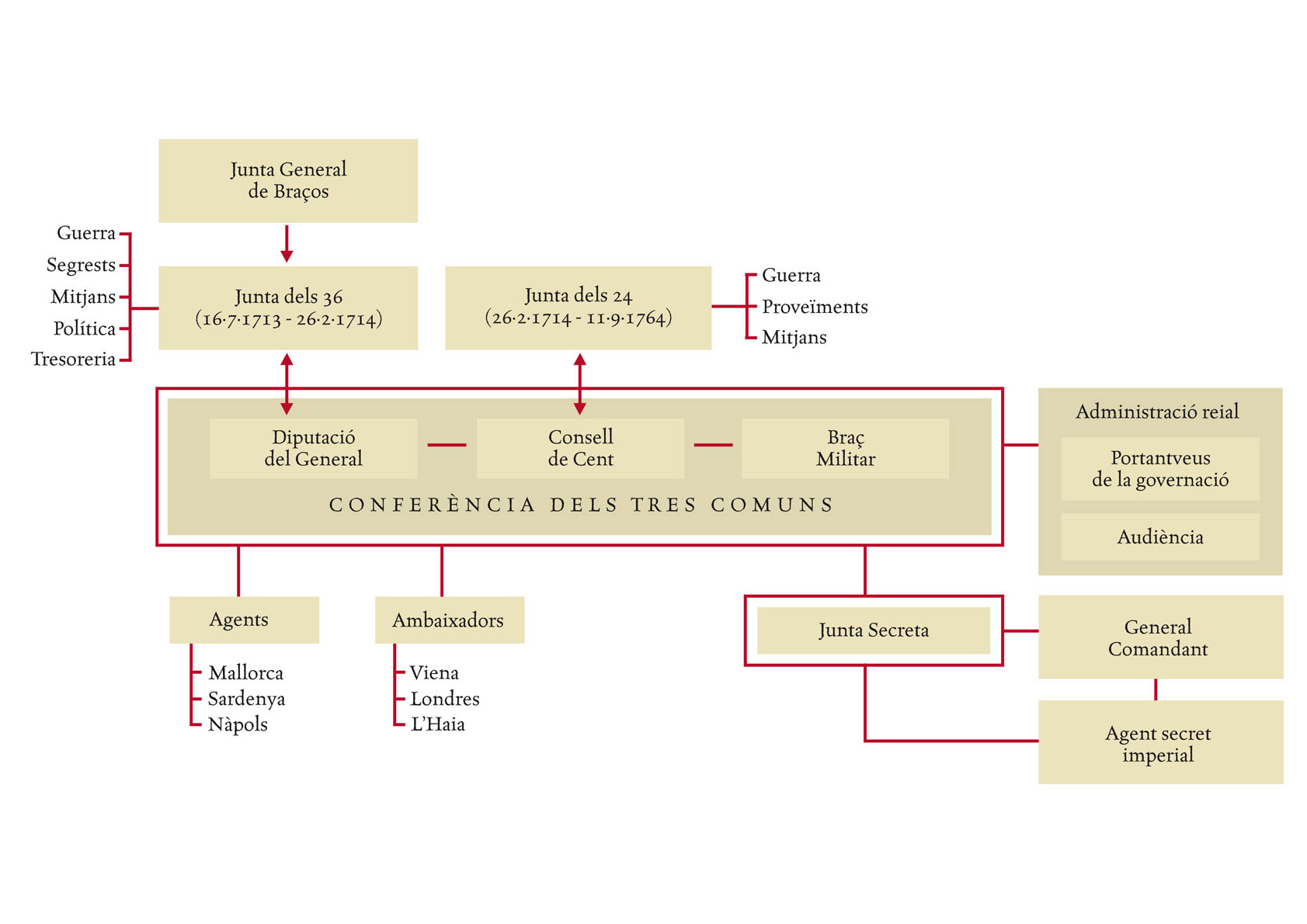
Mapa conceptual dels Tres Comuns i llurs juntes entre 1713-1714.

#### La Guerra dels catalans

##### La trenta-sisena de la Junta General de Braços (juliol - desembre 1713)
Un cop desapareguda de facto la monarquia, se seguiren els protocols constitucionals i, per tant, a l'obrir-se una situació de vice regia el portantveus de general governador Pere Torrelles va jurar el càrrec de governador de Catalunya el dia 10 de juliol, assumint teòricament el poder sobre l'administració reial. Però el govern pràctic de la Catalunya resistent va quedar en mans d'una trenta-sisena, els membres de la qual foren escollits pels presidents de cada braç a la Junta General abans de dissoldre's. Però es va establir un termini per a aquesta assemblea: el 25 de desembre. Per fer-la més operativa, la trenta-sisena va distribuir-se en cinc juntes específiques (tot i que també celebraria plenaris): una Junta de Guerra, una de Segrests, una de Mitjans, una de Política i una Junta de Tresoreria. A la pràctica, la Diputació va quedar supeditada a l'obediència de les decisions d'aquesta trenta-sisena. Entre les més importants hi va haver el nomenament de Villarroel com a comandament suprem de les forces catalanes.
El 25 de juliol els borbònics van iniciar el setge de Barcelona, fet que va provocar l'enclaustrament de tota la política catalana a la capital.
La ja prou confusa arquitectura institucional es veié coronada amb un organisme secret que havia de coordinar o governar aquesta diversitat: El cronista contemporani Francesc Castellví situa la creació de la "Junta Superior Secreta" a l'agost o al 24 de setembre, en tot cas amb l'aprovació de la Diputació, el Consell de Cent i el Braç. Va ser aquesta junta la que a partir de llavors es va reunir regularment amb el tinent mariscal Villarroel per tal que aquest informés del setge "...sin participarlo a las otras juntas, previniendo los estorbos y inconvenientes que tiene la multitud de concurrentes.", és a dir al marge de la trenta-sisena i les seves juntes.
Els Tres Comuns no van tornar a convocar una Conferència fins al mes d'octubre, quan el Consell de Cent va demanar a la Diputació i al Braç Militar que nomenessin dos delegats cadascun per tal de tractar els temes de l'ordre públic i l'administració de justícia a Barcelona, i la detenció a Mataró d'uns mariners que tenien la missió de reclutar miquelets. També va recomanar que els membres de la Coronela es registressin a la veeduria de la ciutat per tal que se'ls apliquessin els drets corresponents en cas de ser fets presoners per l'enemic; de la mateixa manera com es feia amb els soldats inscrits als llibres reials.
A aquelles altures les institucions catalanes els mancaven diners per fer front al setge, i les diverses "juntes de medis" no podien fer-hi gran cosa: A partir del desembre la Conferència va proposar repetidament als Comuns uns plans d'emergència que pretenien encunyar una moneda d'un valor nominal molt més alt que el metall que contingués (mesura que va ser finalment desestimada el febrer de 1714 per la vint-i-quatrena de guerra barcelonina). Una segona proposta fou la d'instar a les famílies més riques i als eclesiàstics que prestessin diners per la causa, assegurant-ne el retorn en un futur, però es desconeix si es va acceptar. En qualsevol cas els membres de la Conferència manifestaren sempre que volien evitar arribar a l'extrem de fondre la plata dels objectes litúrgics de les esglésies. Un altre camp en què la Conferència va proposar consells als Comuns fou el de la manutenció de les tropes: A finals de novembre els havia informat que a la ciutat hi havia uns 600 cavalls per alimentar, i va proposar tant els tipus d'aliments com les quantitats que se'ls havia de donar, mesures que foren acceptades. A mitjans de desembre també va proposar que la Diputació creés els càrrecs de Vehedor i Provehedor per tal de dirigir els abastiments, després que es produïssin algunes irregularitats en el repartiment d'uniformes, armes i aliments: La Diputació seguí aquest consell nomenant dos estrangers, fet que motivà algunes queixes.

##### L'ascens del Consell de Cent (desembre - abril 1714)
A principis de desembre la Conferència fou l'encarregada de redactar sengles cartes als ambaixadors catalans Ferran, Dalmases i Montnegre, a Ramon de Vilana-Perles i al rei.
Però la seva acció més important fou la de recomanar als Tres Comuns que substituïssin la trenta-sisena, que arribava ja a la seva fi, per una assemblea més reduïda. A més a més també aconsellava que aquesta es dividís en dues o més juntes i que només el plenari de tots divuit membres pogués elevar una decisió als Tres Comuns, norma que tenia l'objectiu exprés de "facilitar l'expedició dels negocis". La Diputació va crear la seva divuitena el primer dia del nou 1714. No obstant això immediatament es produí una tensió entre el consistori i l'assemblea, ja que el primer volia remarcar llur independència deslligant-se de les deliberacions que li elevés. En la seva defensa, el Consell de Cent va convocar una conferència expressa per determinar les facultats que havia de tenir la divuitena. La conclusió final va donar part de raó a les dues parts: per una banda es va recordar que la divuitena no havia nascut de la Junta de Braços sinó a requeriment de la Diputació i, per tant, tenia una funció assessora respecte a aquesta. De l'altra, es va establir que no necessitava que la Diputació li formulés una demanda per generar un consell determinat.
El febrer de 1714 la Conferència va redactar cartes al rei Carles III informant-lo que el setge rodejava Barcelona completament ara que els bombardejaven també des del mar. Paral·lelament els representants presents a la Conferència comunicaren als Comuns que d'ara endavant només els elevarien el seu consell si els ho demanaven explícitament, cansats del fet que llurs propostes no es poguessin realitzar, i desanimats per la manca d'èxits militars.
Durant el març de 1714 es feu clar que el rol del Consell de Cent i la seva vint-i-quatrena anava en augment en la mateixa proporció que la Diputació i la divuitena esdevenien impotents per llur manca de recursos. Feia mesos que la desconnexió amb el territori català, a causa de la conquesta borbònica, havia anat drenant les seves arques, obligant la institució a endeutar-se. Amb dificultats per alimentar llurs soldats, el 18 de març els diputats feren fins a tres propostes als consellers, i finalment aquests el dia 22 acceptaren la de fer-se càrrec del manteniment de les tropes catalanes, a condició que els fos retornat el cost quan a Catalunya regnés altre cop la pau. També a petició de la Diputació, es va crear una "Junta de medis" que havia d'aconseguir més diners per costejar la guerra i el setge; la formaven quatre representants de cada Comú, un oficial i el portantveus de general governador, tot i que aquest últim va dimitir del seu càrrec a finals de març.
La Conferència dels Tres Comuns va estar activa almenys fins a l'abril de 1714. No obstant això, a partir del 14 de febrer de 1714 ja no hi ha més referències oficials a la Conferència a la documentació perquè els registres oficials es van reduir dràsticament. Tot i que es creu que va continuar reunint-se fins a la caiguda de la ciutat l'11 de setembre de 1714, no se'n tenen més registres documentals directes. El fet que el 23 d'abril s'encarregués a la vint-i-quatrena i al Consell de Cent una resposta a les cartes reials que s'havien rebut, activitat que sempre havia correspost a la Conferència, podria indicar la disminució del seu rol. Al llarg dels mesos següents el mapa institucional i personal es va tornar complicat i confús: es van fer reunions i es van crear juntes amb persones de procedència diversa: titulars d'algun dels Tres Comuns, membres de la conferència, membres de la divuitena de la Diputació, membres de la vint-i-quatrena de Barcelona, el Portantveus o el mateix Villarroel. Formalment els Comuns estaven per sobre de totes elles, com ho havia estat també de la Conferència. Es desconeix l'activitat de la Conferència entre l'abril i el final tràgic del setge de Barcelona.

##### L'últim episodi: el desenllaç del setge (setembre de 1714)
El dia 3 de setembre el tinent general Asfeld de l'exèrcit francès va oferir de fer una trobada bilateral per negociar la capitulació. Aquella decisió final es va prendre en una reunió general de tots els protagonistes: el consistori del Consell de Cent, els titulars de la Diputació del General, el protector del Braç Militar, i a més a més el governador de Catalunya en funcions i tots els assessors que havien tingut els Tres Comuns (aquests darrers eren amb tota probabilitat els membres de la Conferència).
| «                                                        | ...es van reunir els tres comuns això és, els sis consellers o jurats de la ciutat, els diputats i oïdors, el protector o president de la noblesa, que componen els tres comuns. A més d'aquests, el governador de Catalunya i tots els individus que havien format part de les juntes dels tres comuns o que els havien assessorat en els punts de major conseqüència. | » |
| — Joan Francesc Verneda, Fragment de les seves memòries. | |   |

D'aquesta reunió en va sortir la famosa resposta del 6 de setembre negant-se a fer cap reunió amb els assetjants:
| «                                            | Els tres comuns s'han ajuntat y considerant la proposició feta per un oficial dels enemics, responen que no volen oir ni admetre cap proposta de l'enemic. | » |
| — Segons les memòries de Francesc Castellví. | |   |

Ja el dia 7, els titulars dels Tres Comuns (és a dir: no era la Conferència) es reuniren altre cop per decidir qui havia de comandar les precàries tropes catalanes durant la batalla final que s'acostava, ja que Antoni Villarroel havia dimitit.